# Heinrich der Löwe
Heinrich der Löwe (* um 1129/30 oder 1133/35; † 6. August 1195 in Braunschweig) aus dem Geschlecht der Welfen war von 1142 bis 1180 Herzog von Sachsen (als Heinrich III.) sowie von 1156 bis 1180 Herzog von Baiern (als Heinrich XII.).

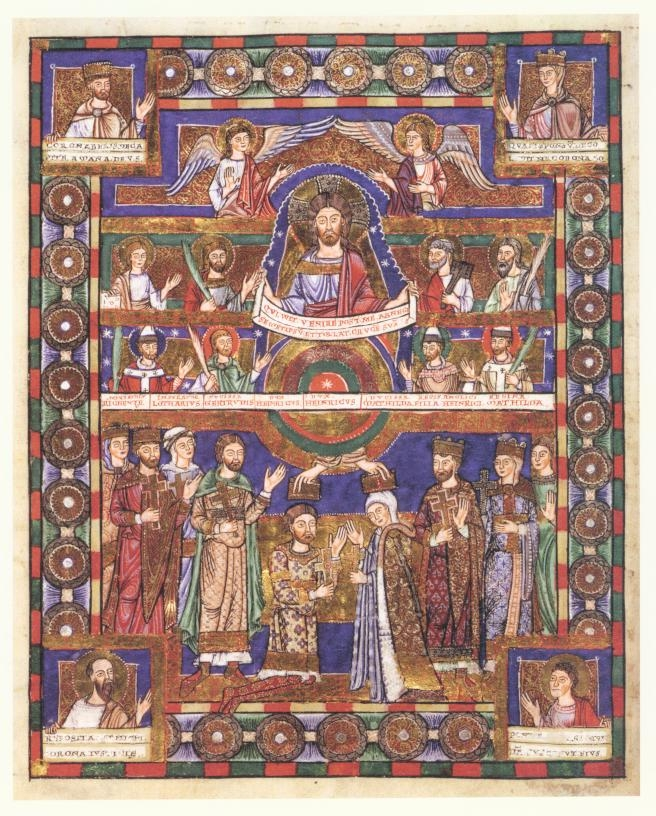
Krönungsbild aus dem Evangeliar Heinrichs des Löwen. In der oberen Bildhälfte Christus, der ein Schriftband mit Bibeltext entrollt. Die weiteren Personen sind Apostel, Heilige und Erzbischöfe. In der unteren Bildhälfte reichen zwei gekreuzte Hände Kronen vom Himmel herab auf Mathilde und den knienden Herzog. Die umstehenden Personen sind die Eltern Heinrichs und Mathildes. Sie sind meist durch Inschriften gekennzeichnet und kreuztragend dargestellt. Wolfenbüttel, Herzog August Bibliothek, Cod. Guelf. 105 Noviss. 2°, fol. 171v.

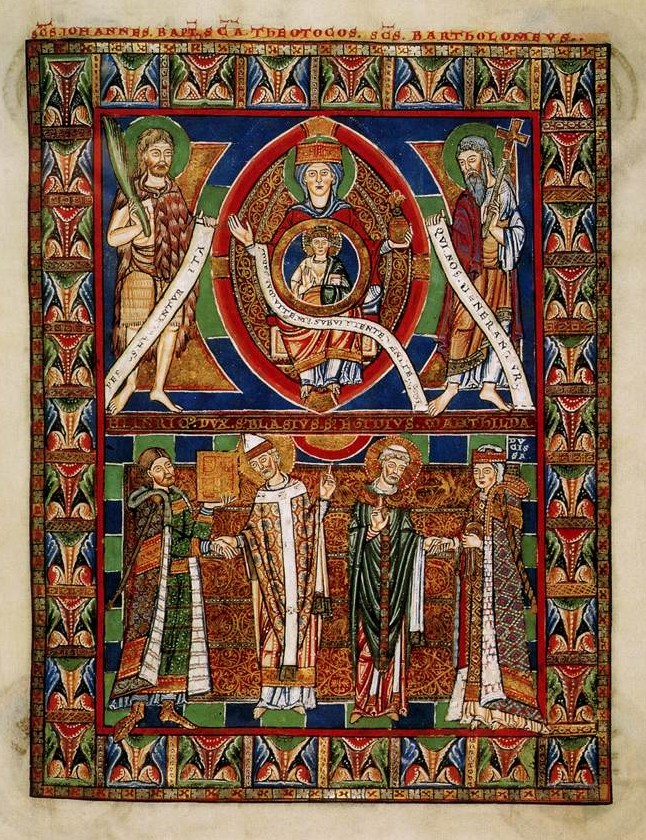
Im oberen Bildteil thront Maria als gekrönte Himmelskönigin zwischen Johannes dem Täufer, dem ersten Patron der Braunschweiger Stiftskirche, und dem Apostel Bartholomäus. Von ihr geht ein Schriftband herab mit den Worten „Komm mit meiner Hilfe zum Reich des Lebens“. Die Schriftbänder des Johannes und des Bartholomäus zeigen den Text: „Durch uns werden fest im Leben gegründet, die uns verehren.“ Im unteren Bildteil geleiten der Erzbischof Blasius Heinrich den Löwen und der Mönch Aegidius die herzogliche Gemahlin Mathilde. Herzog Heinrich hält in der linken Hand das Evangeliar, während Blasius auf den Himmelsbogen als Quelle des ewigen Lebens verweist. Mathilde hält in ihrer linken Hand eine aus Gold und Silber bestehende scheibenförmige Prunkfibel. Widmungsbild aus dem Evangeliar Heinrichs des Löwen, Wolfenbüttel, Herzog August Bibliothek, Cod. Guelf. 105 Noviss. 2°, fol. 19r.

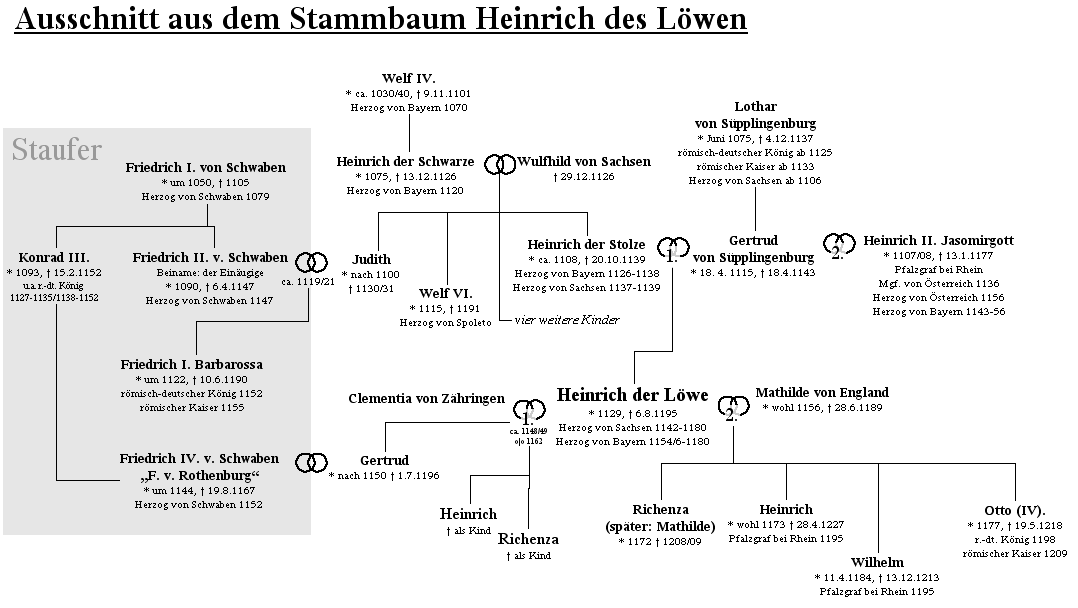
Ausschnitt aus der Stammtafel Heinrichs des Löwen

Heinrich der Löwe hatte 1152 als Herzog von Sachsen entscheidenden Anteil an der Königskrönung seines Vetters Friedrich Barbarossa. Dafür wurde er von Barbarossa in den folgenden Jahren intensiv gefördert. So erhielt er im Jahr 1156 auch das bayerische Herzogtum. In Norddeutschland konnte Heinrich eine königsgleiche Stellung aufbauen. Braunschweig machte er durch den Neubau der Stiftskirche St. Blasius und der benachbarten Burg Dankwarderode mit dem Standbild eines Löwen zu einem fürstlichen Repräsentationszentrum. Der aggressive Herrschaftsausbau des Herzogs in Sachsen und nördlich der Elbe rief allerdings den Widerstand der anderen sächsischen Großen hervor. Für die Unterstützung durch Barbarossa revanchierte sich Heinrich zunächst durch große Anstrengungen im Reichsdienst während der ersten Italienzüge.
Im Jahr 1176 wurde das Verhältnis jedoch schwer belastet, als sich der Herzog weigerte, angesichts eines bevorstehenden Kriegs mit den lombardischen Städten den Kaiser in einer bedrohlichen Situation militärisch zu unterstützen. Nach der Niederlage Barbarossas, dem Scheitern der Oberitalienpolitik und dem Friedensschluss von 1177 mit dem lange bekämpften Papst Alexander III. wurde Heinrich der Löwe auf Bestreben mehrerer Fürsten gestürzt und musste ins Exil nach Südengland gehen, aus dem er erst Jahre später zurückkehren konnte. Neben Friedrich Barbarossa galt er lange Zeit als wichtigster Protagonist des staufisch-welfischen Gegensatzes, der die Reichspolitik im 12. Jahrhundert dominiert habe. Erst in jüngster Zeit wurde diese Einschätzung stark relativiert.

## Leben

### Herkunft
Heinrich der Löwe entstammte dem adligen Geschlecht der Welfen. Schon seit den zwanziger Jahren des 12. Jahrhunderts entstanden mehrere Schriften, in denen die Geschichte dieser Familie mit wechselnden Akzentsetzungen schriftlich fixiert wurde; die Welfen waren damit die erste Adelsfamilie im Reich, die ihre Geschichte aufzeichnen ließ. Die Hausüberlieferung, die in der Genealogia Welforum, der so genannten Sächsischen Welfenquelle und der Historia Welforum zum Ausdruck kam, hob die Verbindung mit den Karolingern hervor und betonte die Bedeutung des Leitnamens Welf, der über die Namensetymologie catulus (= Welpe) einen Bezug zum antiken Rom ermöglichte.
Die Vorfahren der Welfen traten bereits im 8. Jahrhundert im Umfeld der Karolinger auf. Der Aufstieg der Familie vollzog sich durch vorteilhafte Heiraten. Die Welfin Judith hatte als zweite Gemahlin des Kaisers Ludwig des Frommen maßgeblichen Einfluss auf die Geschichte des fränkischen Großreiches. Ihre Schwester Hemma wurde mit Judiths Stiefsohn, König Ludwig dem Deutschen, verheiratet. Die zweifache Eheverbindung mit dem karolingischen Herrscherhaus sicherte den Aufstieg im Umkreis der Könige. Nach dem Zerfall des fränkischen Großreiches stellte bis 1032 ein Zweig der Familie die Könige von Burgund. Nach dem Tod Welfs III. im Jahr 1055, der ohne Erben starb, geriet das Haus in eine Existenzkrise. Seine Schwester Cuniza heiratete den Markgrafen Azzo II. von Este, der aus heutiger Sicht das Geschlecht fortführte.
Der Großvater Heinrichs des Löwen, der bayerische Herzog Heinrich der Schwarze, heiratete Wulfhild, die älteste Tochter des sächsischen Herzogs Magnus Billung und der ungarischen Königstochter Sophia. Größere Ländereien um Lüneburg, den Zentral- und Begräbnisort der Billunger, gelangten dadurch an die Welfen. 1123 steigerte die Heiligsprechung Bischof Konrads von Konstanz, eines Angehörigen des Hauses, das Ansehen der Familie. Die Welfin Judith, Tochter Heinrichs des Schwarzen, heiratete den staufischen Herzog Friedrich II., den Vater Friedrich Barbarossas. Die Kandidatur Friedrichs II. als Nachfolger des kinderlos gestorbenen salischen Herrschers Heinrich V. blieb 1125 erfolglos. Gewählt wurde stattdessen der Sachsenherzog Lothar III. Entscheidend dafür war der Parteiwechsel Heinrichs des Schwarzen, der nicht seinen staufischen Schwiegersohn, sondern den sächsischen Herzog Lothar bei der Königswahl unterstützte. Lothar gewann ihn für sich, indem er seine einzige Tochter Gertrud mit Heinrichs Sohn, Heinrich dem Stolzen, vermählte. Aus dieser Verbindung ging Heinrich der Löwe hervor. Sein Geburtsort ist ungewiss. Nach der Steterburger Chronik müsste er 1129/1130 geboren sein. Die Zeit bis zum Tauftermin 1135/36 scheint jedoch zu lang zu sein, und der Kopist der einzigen Sammelhandschrift könnte einen Übertragungsfehler begangen haben, so dass Heinrich auch 1133/35 geboren sein könnte. Heinrich der Stolze erlangte in der folgenden Zeit eine überherzogliche, nahezu königsgleiche Stellung. Am Ende der Regierungszeit seines Schwiegervaters Lothar verfügte er über die Herzogtümer Bayern und Sachsen, über die Markgrafschaft Tuszien, die Mathildischen Güter sowie über umfangreichen Eigenbesitz in Schwaben, Bayern, Sachsen und Italien.

### Auseinandersetzung mit Konrad III.
Lothar starb im Dezember 1137 auf dem Rückweg von Italien und übergab auf dem Sterbebett die Reichsinsignien an Heinrich den Stolzen. Als Schwiegersohn des Kaisers machte sich Heinrich der Stolze berechtigte Hoffnungen auf die Nachfolge. Seiner Herrschaft „von Meer zu Meer, von Dänemark bis Sizilien“ soll er sich, folgt man Otto von Freising, gerühmt haben. Allerdings soll er sich auch „wegen seines Stolzes fast bei allen, die mit Kaiser Lothar an dem Zuge nach Italien teilgenommen hatten, verhaßt gemacht“ haben.
So gelang es dem Staufer Konrad trotz seiner schwachen materiellen Basis, mit einigen Fürsten Vereinbarungen für seine Königswahl zu treffen. Am 7. März 1138 wurde er in Koblenz von einer kleinen Fürstengruppe unter der Leitung des Erzbischofs Albero von Trier zum König gewählt. Heinrich der Stolze lieferte nach längerem Zögern die Reichsinsignien aus. Die Forderung des neuen Königs, auf eines seiner beiden Herzogtümer zu verzichten, wies er jedoch zurück. Konrad entzog daraufhin 1138 dem Welfen beide Herzogtümer. Noch im selben Jahr gab er dem Markgrafen Albrecht dem Bären Sachsen, im Frühjahr 1139 verlieh er Bayern seinem babenbergischen Halbbruder Leopold IV.
Beim Tod seines Vaters im Oktober 1139 war Heinrich der Löwe ein unmündiges Kind. Der größte Teil des Besitzkomplexes, auf dem seine Hausmacht basierte, befand sich zwischen Oker, Fuhse, Aller und Bode mit Braunschweig und Königslutter sowie im billungischen Zentralraum links von Elbe und dem Fluss Ilmenau nordwestlich von Lüneburg. Seine Ansprüche auf die umstrittenen Herzogtümer Bayern und Sachsen wurden von Lothars Witwe, der Kaiserin Richenza, und dann von seiner Mutter Gertrud in Sachsen vertreten. Heinrich wuchs im Umfeld geistiger und militärischer Berater des Hofs Lothars III. auf. Dazu zählten die bedeutenden sächsischen Ministerialen Anno von Heimburg, Liudolf und Balduin von Dahlum, Heinrich von Weida sowie Poppo von Blankenburg, auf die sich Heinrich stützte und die seine Persönlichkeit prägten. Das Heranziehen der Ministerialität führte aber auch dazu, dass der Einfluss des sächsischen Adels auf die Politik des Herzogs zurückging.
Sofort nach dem Tod Heinrichs des Stolzen versuchte Albrecht der Bär, sich als Herzog in Sachsen durchzusetzen. Konrads Nachfolgeregelung wurde jedoch vom sächsischen Adel nicht akzeptiert. Albrecht konnte sich gegen die Anhänger Richenzas nicht durchsetzen und musste sich nach Kämpfen gegen Pfalzgraf Friedrich von Sommerschenburg, Graf Rudolf von Stade und Erzbischof Konrad von Magdeburg zurückziehen.
Auch Konrads Pläne zur Neuordnung der Verhältnisse in Bayern trafen auf Widerstand. Nach dem Tod Heinrichs des Stolzen beanspruchte sein Bruder Welf VI. das Herzogtum für sich selbst. Im August 1140 besiegte er Leopold IV. bei Valley im Mangfalltal. Nach dem Tod Leopolds 1141 übertrug Konrad das Herzogtum 1142 an Leopolds Bruder Heinrich II. Jasomirgott.
Ein Ausgleich wurde mit Hilfe des Mainzer Erzbischofs Markolf im Mai 1142 auf einem Hoftag in Frankfurt vereinbart. Albrecht der Bär verzichtete auf das Herzogtum Sachsen, das Heinrich dem Löwen übertragen wurde. Auf den Rat seiner Mutter Gertrud verzichtete Heinrich auf das Herzogtum Bayern. Gertrud heiratete Heinrich Jasomirgott; der erhoffte Sohn aus dieser Ehe sollte wohl die Herrschaft in diesem Herzogtum antreten. Das Bündnis hatte jedoch keinen langen Bestand, da Gertrud bereits im April 1143 starb und die Ehe mit Heinrich Jasomirgott damit kinderlos blieb.

### Slawenkreuzzug
Der Beschluss Konrads, am Zweiten Kreuzzug teilzunehmen, verzögerte die Beilegung des Konflikts um Bayern. Dem König gelang es am 15. März 1147 auf dem Hoftag in Frankfurt, die Wahl seines unmündigen Sohnes Heinrich bei den Fürsten durchzusetzen. Heinrich der Löwe nutzte diese Gelegenheit und erhob Erbansprüche auf das Herzogtum Bayern. Er behauptete, dass es seinem Vater zu Unrecht entzogen worden sei. Für die Dauer des Kreuzzuges wurde ein Landfrieden erlassen. Da auch Heinrich der Löwe daran gebunden war, musste er seinen Anspruch auf das bayerische Herzogtum zurückstellen. Welf VI., der selbst am Kreuzzug teilnahm, betonte aber, dass seine Fehde nicht beendet sei.
Viele weltliche und geistliche Fürsten aus dem Nordosten des Reichs wollten jedoch nicht den gefährlichen und langwierigen Marsch ins Heilige Land antreten, sondern einen Kriegszug gegen die benachbarten heidnischen Slawen führen. Unterstützt wurde dieser Plan durch den Zisterzienserabt Bernhard von Clairvaux, der zur Bekehrung und Unterwerfung der „Heiden“ aufrief. Zu den Anführern des gegen die Abodriten gerichteten „Wendenkreuzzugs“ gehörten Heinrich der Löwe, Herzog Konrad von Zähringen und Erzbischof Adalbero von Bremen. Die Kreuzfahrer verfolgten dabei weniger das Ziel der Heidenbekehrung; schon zeitgenössische Chronisten warfen ihnen (und insbesondere Heinrich dem Löwen) vor, es sei zuallererst um den Ausbau der Herrschaftsbereiche und um die Vermehrung der Einkünfte gegangen. Der östliche Teil des Abodritenreiches in den mecklenburgischen Gebieten bis zur Peene blieb vom Kreuzzug verschont, da zwischen dem slawischen Fürsten Niklot und dem Grafen Adolf II. von Holstein bereits seit 1143 ein Freundschaftsbündnis bestand. Wohl im Verlauf des Wendenkreuzzugs knüpfte Heinrich der Löwe engere Beziehungen mit Konrad von Zähringen, 1148/49 heiratete er dessen Tochter Clementia. Als Mitgift erhielt er die Burg Badenweiler mit 500 Hufen und 100 Ministerialen. Aus der Ehe gingen ein Sohn und zwei Töchter hervor. Der Erstgeborene Heinrich starb bereits als Kleinkind in Lüneburg. Nach 1150 wurde Gertrud geboren, die 1166 mit Herzog Friedrich IV. von Schwaben verheiratet wurde. Heinrichs zweite Tochter Richenza starb ebenfalls bereits im Kindesalter.
Erst 1160 konnte Heinrich der Löwe im Slawenland wieder größere militärische Vorstöße durchführen. Die Burg Werle wurde zum Zentrum des Widerstandes. Niklot fiel, seine Söhne Pribislaw und Wertislaw flohen. Im Herbst 1160 ordnete Heinrich das Abodritenland neu und übergab die wichtigen Burgen (Quetzin, Malchow, Mecklenburg) an zuverlässige Vertraute. Schon im Februar 1163 versuchten die Söhne Niklots, das Abodritenland zurückzugewinnen. Wertislaw wurde im Verlauf der nun folgenden Kämpfe gefangen genommen und hingerichtet, Pribislaw musste sich schließlich unterwerfen. Das Anwachsen der Zahl seiner Gegner in Sachsen dürfte jedoch dazu beigetragen haben, dass Heinrich der Löwe seine Politik änderte. Der mittlerweile zum Christentum übergetretene Pribislaw wurde 1167 mit dem größten Teil seines väterlichen Erbes belehnt und erwies sich fortan als loyaler Vasall.

### Zusammenarbeit mit Friedrich Barbarossa

#### Förderung durch Friedrich Barbarossa

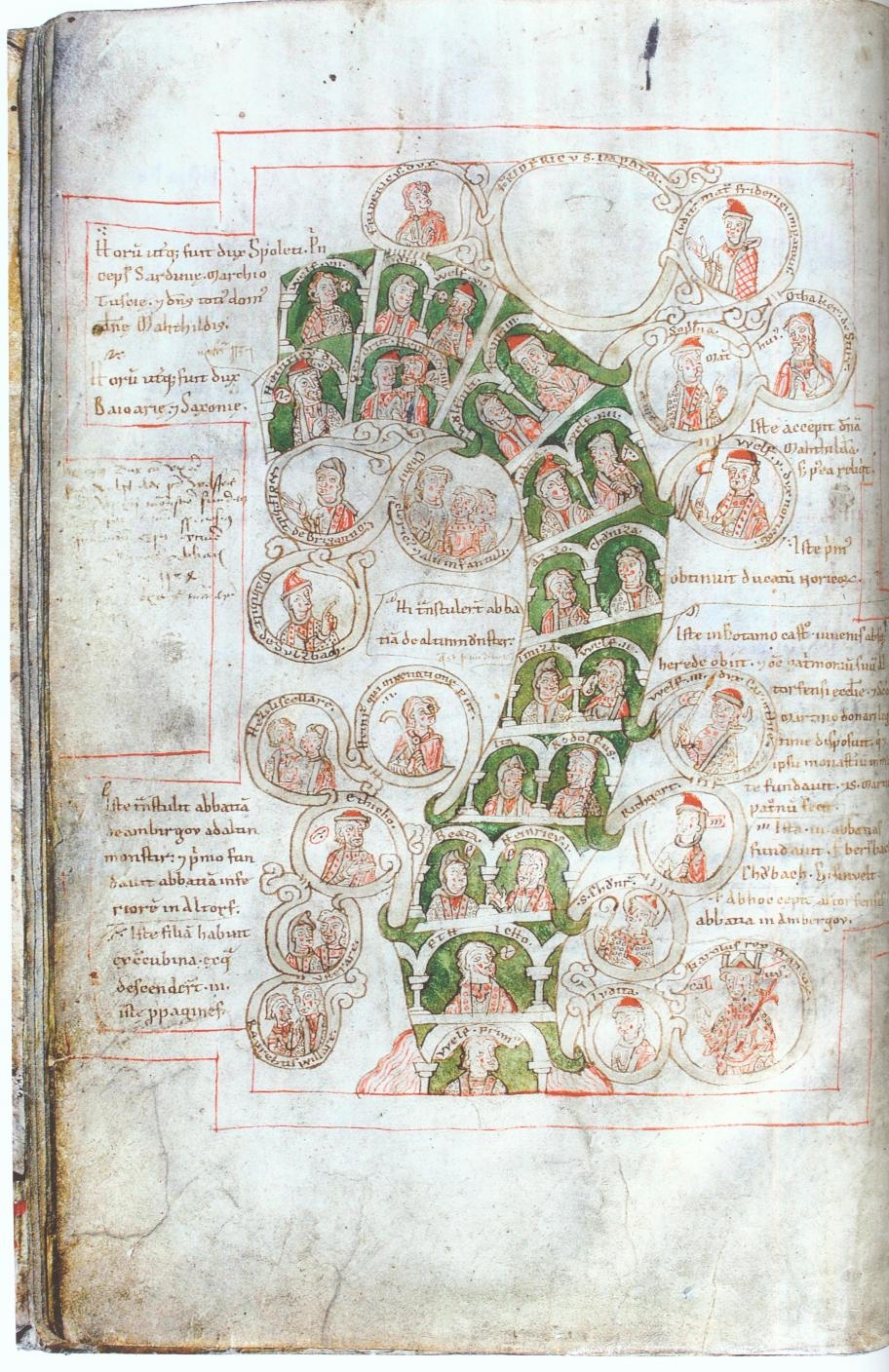
Die älteste erhaltene Darstellung eines mittelalterlichen Adelsgeschlechtes entstand wohl in der welfischen Grablege, dem Kloster Weingarten, in den letzten Jahrzehnten des 12. Jahrhunderts. Der Stammbaum beginnt mit Welf I. und endet oben links mit Welf VII. und Heinrich dem Löwen. Bei Heinrich dem Löwen „wird geboren um 1135“ angemerkt. Ganz oben rechts erscheint mit der Welfin Judith die Mutter Friedrich Barbarossas. Das übergroße Medaillon mit der Inschrift „Fridericvs imperator“, also Friedrich Barbarossa, wurde nicht ausgefüllt. Die „Ecksteinfunktion“ Barbarossas zwischen Staufern und Welfen suggeriert, dass es ab Friedrich die Staufer sind, die den Welfenstamm fortsetzen. Fulda, Hochschul- und Landesbibliothek, Handschrift D 11, fol. 13v (Kat.- Nr. II.A.20)

Nach dem Tod Konrads III. im Jahr 1152 wählten die Fürsten seinen Neffen Herzog Friedrich III. von Schwaben zum neuen König, den Sohn Herzog Friedrichs II., des erfolglosen staufischen Thronkandidaten von 1125. Otto von Freising zeichnet das Bild einer einmütigen Königserhebung und zwangsläufigen Nachfolge durch Friedrich. Friedrich sei gewählt worden, da er den beiden verfeindeten Familien der Heinrici de Gueibelinga (Heinriche von Waiblingen) und der Guelfi de Aldorfio (Welfen von Altdorf) angehöre, er sei damit der „Eckstein“ (angularis lapis) der Versöhnung geworden. Tatsächlich dürften jedoch vielmehr intensive Verhandlungen, Zugeständnisse und Absprachen zwischen Friedrich und den Großen vor der Frankfurter Wahl vom 4. März 1152 und der Aachener Krönung vom 9. März 1152 geführt worden sein. Die Unterstützung Heinrichs des Löwen hatte Barbarossa wohl durch die Zusage gewonnen, ihm das Herzogtum Bayern zurückzuerstatten. Mit der Königswahl setzte eine Verschiebung im Machtgefüge ein: Die Welfen als ehemalige Gegner des alten Königs wurden nun Freunde des neuen.
Zwischen Friedrich und Heinrich begann eine 25 Jahre andauernde Zusammenarbeit. Heinrich war an allen wichtigen Entscheidungen des Königshofes beteiligt. In etwa zwei Dritteln aller Urkunden aus den ersten zehn Jahren findet er sich als Zeuge. Heinrich begleitete nach der Aachener Krönung den neugewählten König über mehrere Wochen auf dessen Umritt durchs Reich. Am 8. oder 9. Mai 1152 belehnte Friedrich Barbarossa Heinrich mit der Reichsvogtei Goslar, die wegen ihres Silberabbaus am Rammelsberg hohe, kontinuierliche Einnahmen sicherte. Am 18. Mai 1152 fand ein Hoftag in Merseburg statt. Dort hatte Barbarossa einen Streit über die Plötzkauer und Winzenburger Grafschaften zwischen Heinrich dem Löwen und Albrecht dem Bären zu klären. Albrecht berief sich wohl auf Verwandtenerbrecht, Heinrich vertrat die Auffassung, dass nach dem Tod eines erbenlosen Grafen dessen Güter und Rechte an den Herzog übergehen. Durch diese Regelung der Erbfälle hätte Heinrich sich mit seiner Herzogsgewalt zwischen dem König und den Grafen positionieren können. Der sächsische Dukat wäre auf diese Art, wie in der spätkarolingischen Zeit, zu einem Vizekönigtum geworden. Die Erbstreitigkeiten konnten in Merseburg jedoch noch nicht geklärt werden. Der Konflikt wurde erst am 13. Oktober 1152 in Würzburg beigelegt. Heinrich erhielt das bedeutendere Winzenburger Erbe und Albrecht die Plötzkauer Grafschaften.

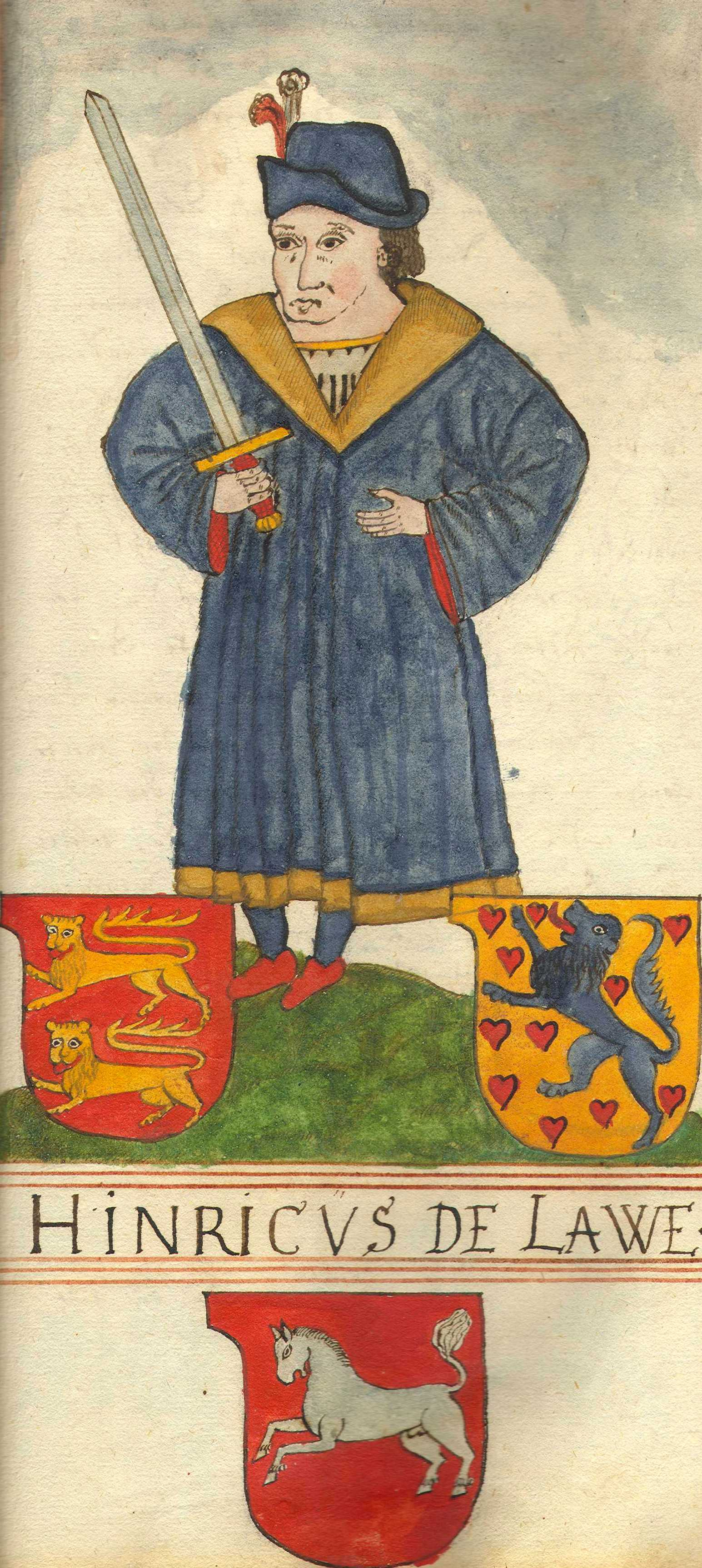
Abbildung Heinrichs des Löwen im Schichtbuch Hermann Botes aus dem Jahre 1514

In Merseburg muss auch über das bayerische Herzogtum verhandelt worden sein, denn am 18. Mai 1152 ist Heinrich erstmals in einer Urkunde für die Übertragung von Gütern und Rechten an das Prämonstratenserstift Weißenau bei Ravensburg als „Herzog von Bayern und Sachsen“ bezeugt. Die königliche Kanzlei führte ihn aber weiterhin nur als „Herzog von Sachsen“ (dux Saxonie). Die Verhandlungen zwischen Barbarossa und Heinrich Jasomirgott zogen sich bis 1156 hin, ehe Heinrich der Löwe das Herzogtum Bayern erhielt. Im sogenannten Privilegium minus wurde am 17. September 1156 in Regensburg der Kompromiss fixiert. Heinrich der Löwe erhielt das Herzogtum Bayern. Einen Teil davon, die Mark Österreich, gab der Welfe an Kaiser Friedrich Barbarossa zurück. Die Mark wurde in ein Herzogtum umgewandelt (ducatus Austrie) und an Heinrich Jasomirgott vergeben, damit „die Ehre und der Ruhm unseres überaus geliebten Onkels (honor et gloria dilectissimi patrui nostri) in keiner Weise gemindert erscheinen“. Durch die Abtrennung und Aufwertung Österreichs wurde Heinrich dem Löwen allerdings die Möglichkeit zu einer Expansion seines bayerischen Herzogtums nach Osten genommen. Als Heinrich neben dem sächsischen auch das bayerische Herzogtum erhielt, „wurde für ihn ein neuer Name geschaffen: Heinrich der Löwe“ (creatum est ei nomen novum: Heinricus leo). Das Löwenprädikat galt als Charakteristikum starker Herrschaft. Der Beiname Leo („der Löwe“) war jedoch nach den Forschungen von Karl Schmid und Otto Gerhard Oexle nicht nur sein persönlicher Beiname, sondern stand allgemein auch für die Zugehörigkeit zur Welfenfamilie.
Nach seiner Rückkehr nach Sachsen im Herbst 1156 unterstützte Heinrich Sven Grathe, der von Barbarossa im dänischen Thronstreit in Merseburg als rechtmäßiger König anerkannt wurde. Sven konnte sich dennoch nicht gegen seinen Vetter Knut V. Magnusson behaupten und musste ins sächsische Exil gehen. Heinrich versuchte mit einem großen Heer Sven wieder nach Dänemark zu bringen. Er eroberte zwar die Bischofssitze Schleswig und Ripen und drang bis Hadersleben vor, doch blieb das Unternehmen erfolglos. Im Januar 1157 zog sich Heinrich nach Sachsen zurück.

### Rezeption

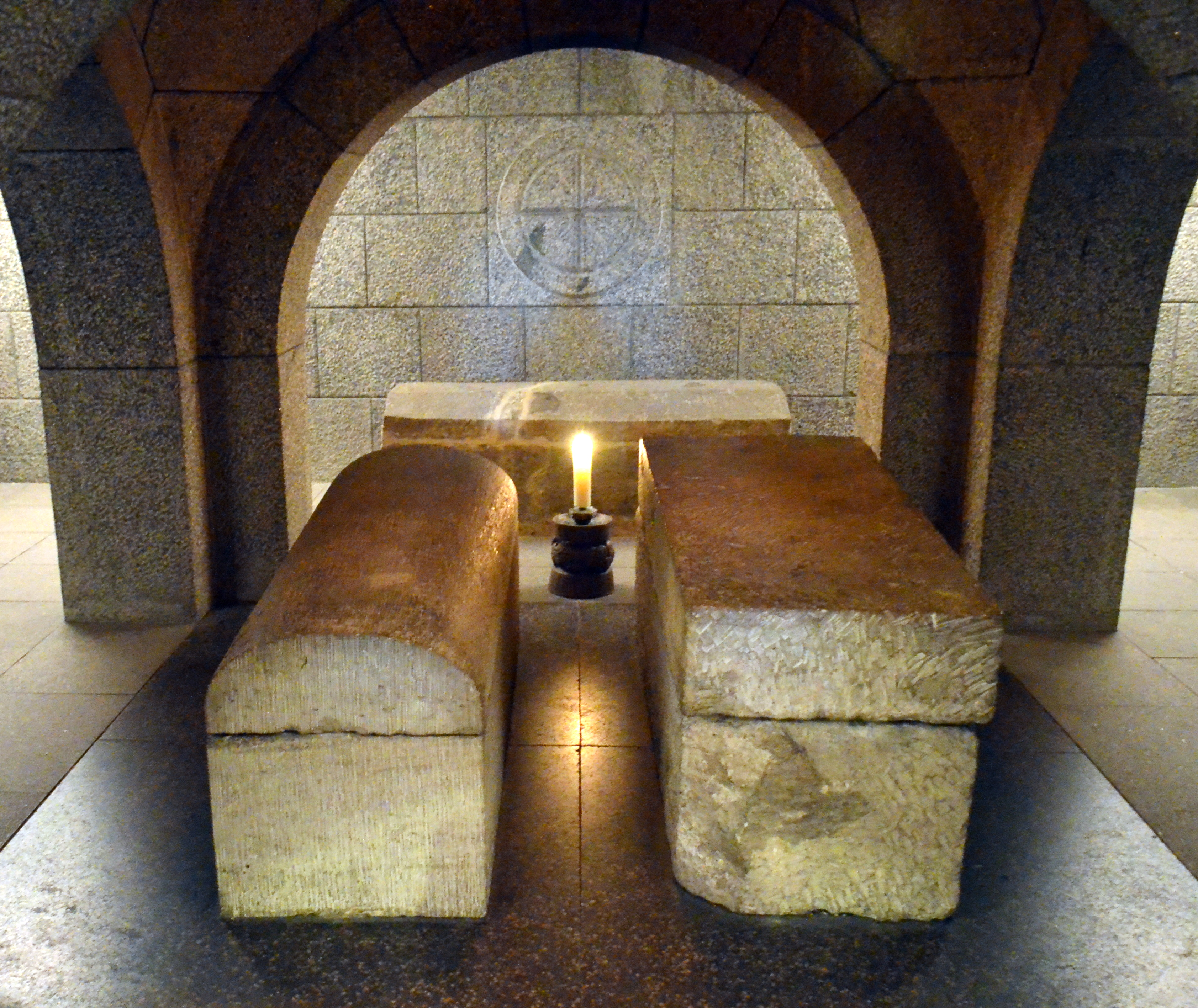
Krypta Heinrichs des Löwen. Links: Sarkophag Heinrichs, rechts der Mathildes. Im Hintergrund ein Sarkophag, in dem sich die sterblichen Überreste Gertruds der Älteren von Braunschweig, Markgraf Ekberts II. von Meißen und Gertruds der Jüngeren von Braunschweig, Urgroßmutter Heinrichs des Löwen, befinden.

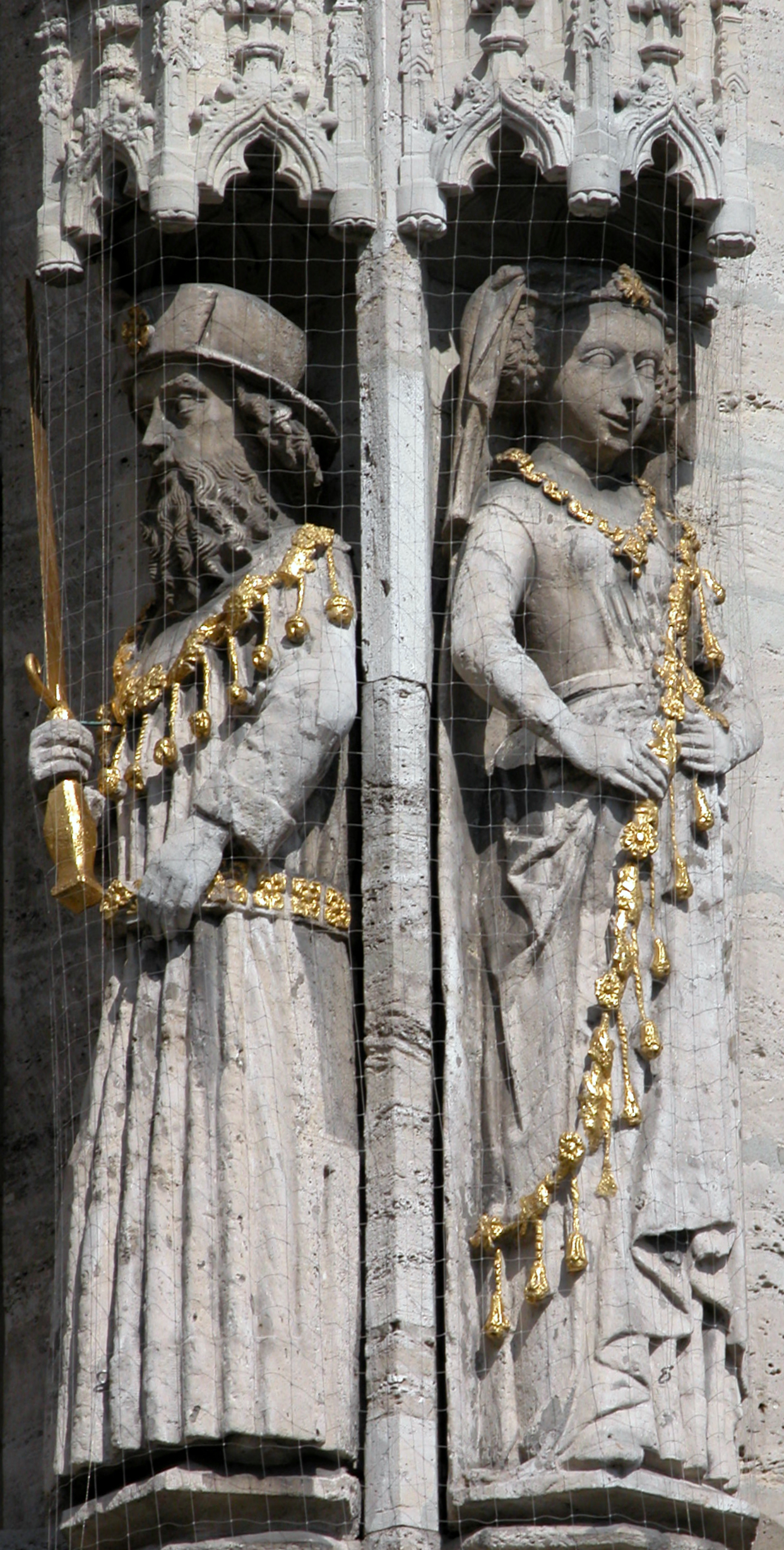
Altstadtrathaus: Heinrich der Löwe und Mathilde (zwischen 1455 und 1468 entstanden)

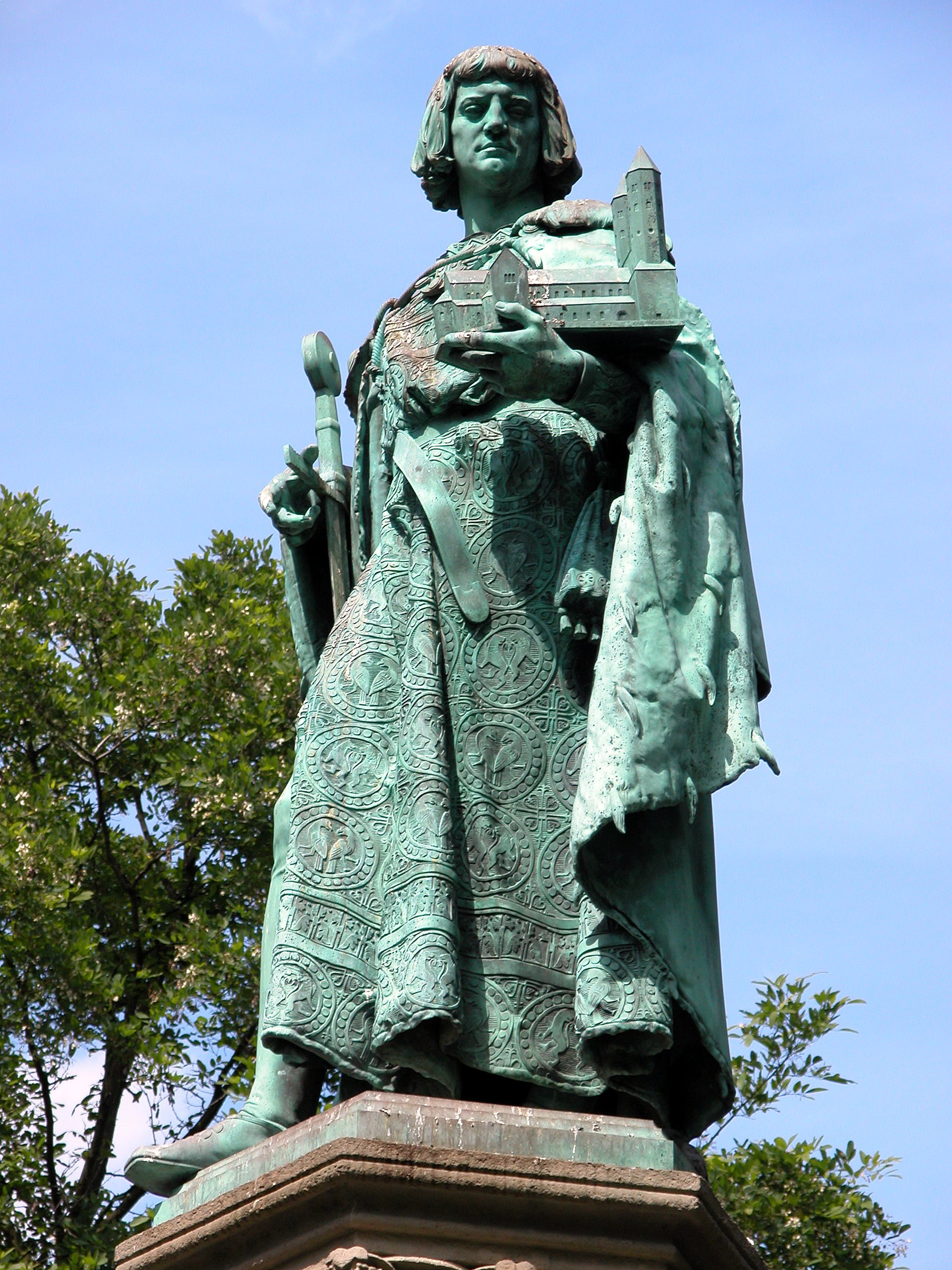
Heinrichsbrunnen von 1874 – Bronzefigur Heinrichs

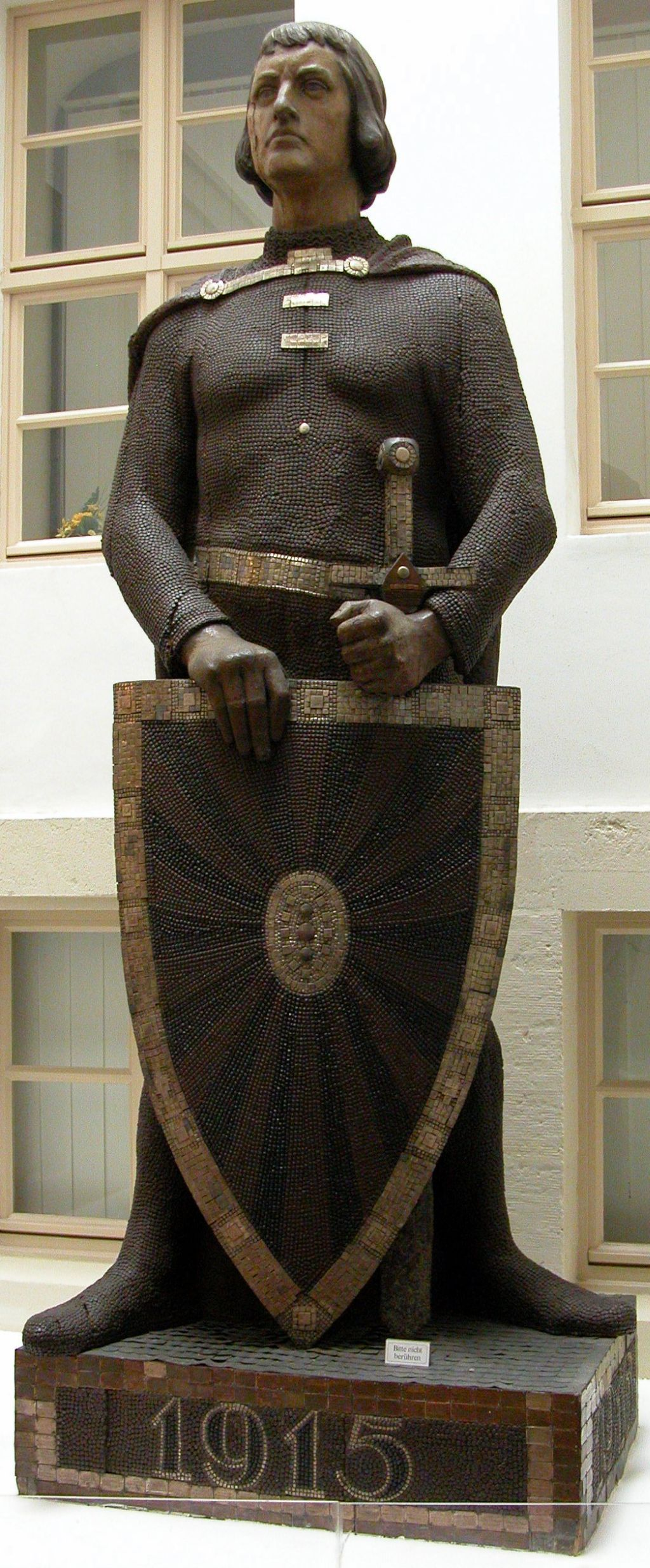
„Heinrich der Löwe in Eisen“ von 1915

#### Unterstützung Barbarossas in Italien
Im Oktober 1152 setzte Barbarossa auf dem Hoftag in Würzburg den Termin für seine Romfahrt zur Kaiserkrönung auf den Herbst 1154 fest. Schon auf dem Konstanzer Hoftag im März 1153 wurde er mit den Konflikten zwischen den italienischen Städten konfrontiert, für die er in den nächsten Jahrzehnten die Hilfe Heinrichs des Löwen und anderer Großer benötigen sollte. Zwei Kaufleute aus Lodi erhoben Klage gegen Mailand wegen Behinderung ihres Handels. Der Konflikt zwischen Mailand und Lodi hatte seine Ursache im Aufstieg der städtischen Kommunen seit dem späten 11. Jahrhundert und der Tatsache, dass die größeren unter ihnen begannen, ein Territorium aufzubauen. Mailand hatte bereits 1111 Lodi und 1127 Como unterworfen. Im Oktober 1154 sammelte sich das Heer bei Augsburg. Auf dem ersten Italienzug 1154/55 stellte Heinrich der Löwe das größte Kontingent. In Sachsen ließ er seine Frau als Regentin zurück. In Roncaglia wurde das Heer von zwei Mailänder Konsuln missgeleitet, wodurch erhebliche Versorgungsprobleme entstanden. Zudem beschwerten sich mehrere lombardische Städte über Mailand und dessen Verbündeten Tortona. Nachdem Barbarossa Tortona erfolglos aufgefordert hatte, das Bündnis mit Mailand zu beenden und sich mit dem königstreuen Pavia zu verbünden, begann Heinrich der Löwe mit der Belagerung der Stadt. Am 17. Februar 1155 gelang es ihm, die am Fuß des Berges gelegene Unterstadt zu erobern und niederzubrennen. Die Oberstadt gab zwei Monate später auf.
Heinrich nutzte den Italienzug auch, um die Güter des Hauses Este einzufordern. Dabei missachtete Heinrich die Anteilsrechte seines Onkels Welf VI. Auch hier wurden erbrechtliche Argumente ins Feld geführt. Heinrichs Urgroßvater Welf IV. hatte die Güter aus dem Nachlass des Markgrafen Azzo II. erhalten. Nach dem Tod Heinrichs des Stolzen hatte das Haus Este die Güter wieder übernommen. Im Lager des Reichsheeres bei Povegliano einigte sich Heinrich mit den Markgrafen Bonifaz und Fulco, dass ihm die Burg Este mit den Orten Solesino, Arqua und „Merendola“ (wohl Mirandola) gehören sollte. Diese Güter wurden den Este-Brüdern als Lehen gegeben.
Während Heinrich durch seine Nähe zum Herrscher im Reichsdienst seine Vorteile suchte, nutzte der Bremer Erzbischof Hartwig die Abwesenheit des Herzogs für den Ausbau seines Territoriums. Er nahm die Burgen Stade, Bremerhaven, Harburg und Freiburg/Elbe wieder ein. Außerdem sammelte sich im Böhmerwald eine Gruppe von bayerischen und ostsächsischen Großen zu Vorbesprechungen. Ein konkretes Ergebnis wurde jedoch nicht erzielt.
Kurz vor der Kaiserkrönung durch Papst Hadrian IV. erschien eine Gesandtschaft der Römer bei Barbarossa. Die kommunale Bewegung hatte den altrömischen Senat erneuert und wollte die Rechte von Kaiser und Papst völlig neu definieren. Unter Berufung auf antike Traditionen bot sie Friedrich die Kaiserkrone aus der Hand des römischen Volkes gegen eine Zahlung von 5000 Pfund Silber an. Dies lehnte Barbarossa jedoch ab, zumal er dem Papst bereits die Niederschlagung der Kommune zugesagt hatte. Am 18. Juni 1155 wurde er zum Kaiser gekrönt. Kurz nach der Krönung brach der zu erwartende Aufstand der Römer aus, bei dem auch das Lager Heinrichs des Löwen angegriffen wurde. Heinrich gelang es, den Angriff abzuwehren. Sein militärischer Erfolg fand bei zeitgenössischen Chronisten vor allem in Sachsen bis hin zu der im letzten Viertel des 13. Jahrhunderts abgefassten Braunschweigischen Reimchronik größte Aufmerksamkeit. Der Papst weihte daraufhin Gerold zum Bischof von Oldenburg und entschied damit gegen den zuständigen Metropoliten Hartwig von Bremen, der den Kandidaten des Herzogs ablehnte.

#### Rolle im Konflikt zwischen Kaiser und Papst und den italienischen Städten
Nach der Rückkehr Barbarossas kam es zu einer scharfen Auseinandersetzung zwischen Kaiser und Papst um die Frage, ob der Papst der oberste Lehnsherr sei. Im Oktober 1157 erschien auf dem Hoftag von Besançon eine päpstliche Gesandtschaft. Vor der Fürstenversammlung wurde ein Brief Papst Hadrians verlesen, bei der von Barbarossas Kanzler Rainald von Dassel das Wort benefecium als Lehen übersetzt wurde. Dadurch entstand der Eindruck, der Papst betrachte den Kaiser als seinen Lehnsmann, sich selbst als Lehnsherrn. Diese Neubewertung des Verhältnisses zwischen geistlicher und weltlicher Gewalt rief starken Protest von Kaiser, Fürsten und auch Bischöfen hervor. In einem Brief beklagte sich Barbarossa, dass die „Ehre des Reiches“ durch so eine unerhörte Neuerung verletzt sei. Heinrich dem Löwen gelang es zusammen mit Bischof Eberhard von Bamberg in der Konfrontation zu vermitteln. Beide besaßen am Hof Barbarossas großen Einfluss und ihr Vermittlungseinsatz musste daher von der Kurie gewürdigt werden. Papst Hadrian IV. verfasste daraufhin einen klärenden Brief an Barbarossa. Im Juni 1158 erörterten zwei Kardinäle die schriftliche Erklärung: Der Papst habe nicht beneficium im Sinne von Lehen (feudum) gemeint, sondern im Sinne von Wohltat (bonum factum). 1159 spitzte sich dennoch der Konflikt zwischen Kaiser und Papst zu, denn nach dem Tod Hadrians kam es am 1. September zu einer Doppelwahl. Papst Alexander III. vertrat die Auffassung, dass das Kaisertum ein Lehen des Papstes sei oder zumindest auf einen päpstlichen Gnadenakt zurückgehe. Eine Synode in Pavia entschied sich 1160 für den kaisertreuen Viktor IV. Mit der darauf folgenden Exkommunikation Barbarossas durch Alexander III. begann ein fast zwei Jahrzehnte dauernder Konflikt. Für Friedrich war es nun entscheidend, die kaiserliche Sicht durchzusetzen und Viktor IV. allgemeine Anerkennung zu verschaffen.
Gleichzeitig gingen die Kämpfe gegen die lombardischen Städte weiter. 1156 und 1157 erschienen mehrfach Gesandte aus Pavia, Lodi, Como und Cremona bei Barbarossa und beklagten sich über die Bedrückungen durch Mailand. Nach der ersten Unterwerfung Mailands unterstützte Heinrich mit 1200 Panzerreitern Barbarossa bei der Belagerung und Zerstörung von Crema, die erst Ende Januar 1160 endete. Im Januar 1161 war Heinrich an der Belagerung Mailands beteiligt. Der söhnelose Barbarossa soll nach einer Nachricht aus dem Kloster Afflighem (Brabant) während der heftigen Kämpfe um Mailand im Frühjahr 1161 durchaus mit dem Schlachtentod gerechnet haben. Daher habe er vorsorglich Herzog Friedrich IV. von Schwaben, den bei der Königswahl übergangenen Sohn Konrads III., und Heinrich den Löwen für die Nachfolge im Königsamt oder zur Regelung der Heeresführung (duos imperatores) designiert. Wenige Wochen später verließ Heinrich der Löwe das vor Mailand liegende Belagerungsheer und kehrte nach Sachsen zurück.

### Herzog in Sachsen und Bayern

#### Herrschaftsausbau in Sachsen und nördlich der Elbe

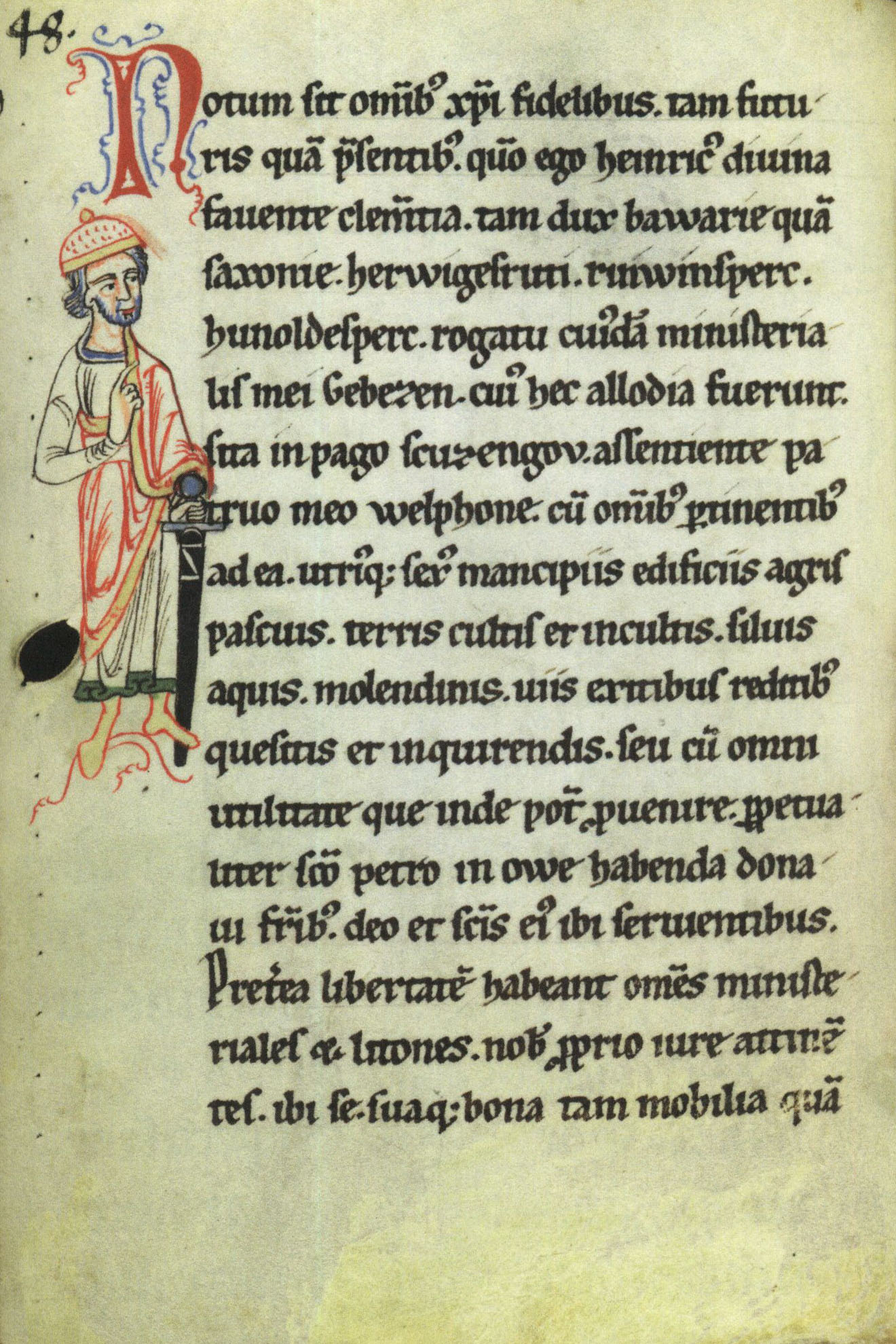
Herzog Heinrich der Löwe, Kartular des Klosters Weissenau (um 1220), St. Gallen, Kantonsbibliothek Vadiana, VadSlg Ms. 321, S. 48

Die vom König verliehene Herzogswürde war in Sachsen nicht mit einer Amtsgewalt verbunden, sondern ein unklar definierter Rechtstitel. Heinrich konnte nur aufgrund von familieneigenen Besitz- und Rechtstiteln agieren. In Sachsen standen ihm Herrschaftskomplexe anderer Adelsgeschlechter gegenüber. Heinrich verstand seine Stellung als Herzog als eine Art Vizekönig in Sachsen. Er sah sich selbst und nicht den König als Lehnsherrn der Grafen an. Daher wollte er zwischen dem König und allen Grafschaften in Sachsen stehen. Indem der Herzog den Adel in sein lehnsrechtliches Konzept einbauen wollte, missachtete er allerdings traditionelle Formen der konsensualen Herrschaft. Für eine herzogliche Landesherrschaft musste er die welfische Hausmacht aus Eigengütern und Rechten vergrößern. Dies war nur zu erreichen, wenn die Rechte des geistlichen und weltlichen Adels möglichst stark beschnitten wurden und den Konkurrenten ihre direkte Bindung zum König genommen wurde. Heinrich erweiterte sein Herrschaftsgebiet nicht nur innerhalb Sachsens, sondern auch nach außen durch Eroberungen von Land nördlich der Elbe. In seiner Herrschaft stützte er sich besonders auf Ministeriale, weil sie aufgrund ihrer unfreien Rechtsstellung loyal sein mussten.
Als kennzeichnend für das Auftreten Heinrichs in Sachsen hebt Bernd Schneidmüller aus heutiger Sicht das „rigorose neue Amtsverständnis“, seine „kulturelle Integrationsleistung“ und „die Grenzen der Gestaltungskraft im herrschaftlichen Verbund“ hervor.

#### Stader Erbe
Entscheidend für Heinrichs Stärkung der Herrschaft als Herzog war der Erwerb weiterer Besitz- und Herrschaftsrechte. Beim Aussterben sächsischer Adelsfamilien erhob er Anspruch auf deren Erbe. Nachdem Bauern den Grafen Rudolf II. von Stade 1144 ermordet hatten, blieb als letzter Nachkomme des Grafenhauses nur dessen Bruder Hartwig übrig. Dieser war Domherr in Magdeburg und Propst des Bremer Domkapitels. Als Angehöriger des geistlichen Standes vermachte er das reiche Stader Erbe an Erzbischof Adalbero von Bremen, während das gräfliche Gerichtsrecht an seinen Schwager, den sächsischen Pfalzgrafen Friedrich von Sommerschenburg, überging. Auf dem Magdeburger Hoftag Konrads III. im Dezember 1144 klagten Heinrichs Anhänger gegen die Vergabe der Stader Grafschaften an den Dompropst Hartwig von Bremen. Unterschiedliche Rechtsauffassungen standen sich dabei gegenüber. Die Gegner Heinrichs des Löwen vertraten den Standpunkt, dass Grafschaften und anderes Lehnsgut erbrechtlich weiterzugeben seien und der Graf nicht vom Herzog abhänge. Heinrich stellte sich auf den Standpunkt, dass der sächsische Herzog der oberste Lehnsherr der sächsischen Adelsgeschlechter sei und eine Grafschaft beim Tod des letzten männlichen Amtsträgers an den Herzog falle. Sein Anspruch basierte auf einem neuartigen Verständnis vom Herzogtum, das zwar vom König abgeleitet war, sich aber im Land königgleich gestaltete und den Grafenstand zu mediatisieren begann.
Vom König wurde ein Schiedsgericht unter Leitung des Erzbischofs Adalbero von Bremen eingesetzt. Seine Zusammensetzung war mit Bischof Thietmar von Verden, Albrecht dem Bären, Graf Hermann von Winzenburg und dessen Bruder Graf Heinrich von Assel deutlich gegen den Welfen ausgerichtet. Während des Schiedsgerichtes in Ramelsloh südlich von Hamburg wurde der Bremer Erzbischof von Heinrichs Anhängern gefangen genommen und nach Lüneburg verschleppt. Bereits nach kurzer Gefangenschaft war er bereit, die Stader Grafschaftsrechte an Heinrich den Löwen abzutreten. Die Stader Burgen besetzte Heinrich mit seinen eigenen Ministerialen. Zwar wurde Heinrichs Usurpation noch vereinzelt bestritten, aber spätestens mit dem Tod des Erzbischofs am 11. Oktober 1168 hörte der Widerstand endgültig auf. Der Streit um das Stader Erbe entfachte jedoch eine bis 1236 dauernde Konfrontation zwischen dem Welfen und Bremer Erzbischöfen um Herrschaftsrechte an der unteren Elbe und Weser.

#### Investiturproblem
Der Bremer Erzbischof Hartwig weihte 1149 zwei Bischöfe, nämlich Vizelin für Oldenburg und Emmehard für Mecklenburg. Heinrich der Löwe beanspruchte daraufhin das königliche Investiturrecht in den drei Bistümern nördlich der Elbe. Seit dem Wormser Konkordat wurde durch den König der neu gewählte Bischof mit den weltlichen Gütern und Hoheitsrechten seiner Bischofskirche ausgestattet. Dieser Vorgang vollzog sich in lehnrechtlicher Form, indem der König ihm das Zepter übergab, wodurch der Bischof Vasall des Königs wurde. Heinrich gelang es in dieser Situation, die Kompetenzen des Bremer Erzbischofs einzuschränken und das königliche Investiturrecht wahrzunehmen. König Konrad war nach schweren Niederlagen gegen die Seldschuken erst im Mai 1149 ins Reich zurückgekehrt und wurde durch Konflikte mit Welf VI. in Schwaben gebunden. 1150/51 ließen sich Vizelin und Emmehard mit einem Stab von Heinrich investieren.
Dieses einmal ausgeübte Sonderrecht wurde dem Herzog von Friedrich Barbarossa am 3. Juni 1154 in Goslar auf Dauer bestätigt. Barbarossa verlieh „seinem geliebten Heinrich, Herzog von Sachsen“ („dilecto nostro Heinrico duci Saxonicae“) das königliche Recht der Investitur für die Bistümer Oldenburg, Mecklenburg, Ratzeburg und für alle künftigen Bischofssitze, die der Herzog im heidnischen Nordalbingien noch errichten werde. Außerdem durfte der Herzog Bistümer und Kirchen gründen und ausstatten. Mit dem Erhalt der Kirchenhoheit nahm er für das Land nördlich der Elbe eine vizekönigliche Stellung ein. Heinrich der Löwe war der einzige deutsche Fürst, der über ein solches Investiturrecht verfügen konnte. Barbarossa wollte dadurch Heinrichs Unterstützung in Italien sichern. Kurz nach der Gewährung dieses königlichen Privilegs erneuerte Heinrich 1154 das von den Slawen im 11. Jahrhundert vernichtete Bistum Ratzeburg. Nach dem Tod Vizelins von Oldenburg im Dezember 1154 ernannte Heinrichs Frau Clementia den Schwaben Gerold zum neuen Bischof. Im Rahmen seiner Kirchenhoheit begann Heinrich in den folgenden Jahren mit einer konsequenten Organisation der nordelbischen Kirche. 1158 verlegte er das Bistum Mecklenburg nach Schwerin und 1159/60 den Sitz des Bistums Oldenburg nach Lübeck. 1169/70 bestätigte Heinrich den Bistümern Lübeck, Schwerin und Ratzeburg Ausstattung und Rechtsstatus.

#### Sächsischer Krieg

Reitersiegel Heinrichs des Löwen von 1160 (Typar 4) mit der Legende + HEINRICVS · D(e)I · GR(ati)A · DVX · BAWARIE · ET · SAXONIE (Herzog von Bayern und Sachsen)

Als sächsischer Herzog stand Heinrich der Löwe in seinen Bestrebungen zur Herrschaftsintensivierung in direkter Konkurrenz zu den sich entwickelnden Hochstiften und den sächsischen Adelsfamilien, die ihre eigenen Landesherrschaften ausbauen und lehnrechtlich an den König gebunden sein wollten. Durch Heinrichs Inanspruchnahme des Erbes der Grafen von Stade (1144), von Plötzkau (1148) und von Winzenburg (1152) ergab sich zunehmendes Konfliktpotential mit den sächsischen Großen. An der Spitze der Opposition standen Erzbischof Wichmann von Magdeburg, der beim Ausbau der Magdeburger Landesherrschaft in der Gegend um Haldensleben in offener Konkurrenz zu Heinrich stand, und Bischof Hermann von Hildesheim. Ihr schlossen sich der Landgraf Ludwig II. von Thüringen, der Markgraf von Brandenburg, Albrecht der Bär mit seinen Söhnen und seinem wettinischen Schwiegersohn, Markgraf Otto von Meißen und die Grafen von Assel, Christian I. von Oldenburg sowie Widukind von Schwalenburg an. Ziel des Bündnisses war der gemeinsame Krieg gegen Heinrich den Löwen. Nachdem sich der Kaiser auf seinen vierten Italienzug begeben hatte, brach der Konflikt wegen Heinrichs expansiver Herrschaft 1166 offen aus. Besonders Ostsachsen wurde in wechselvollen Kriegen schwer verwüstet. Heinrich der Löwe fand nur wenige Unterstützer. Der bedeutendste war der Slawenfürst Pribislaw, den er mit dem Obodritenland mit Ausnahme von Schwerin belehnte und der dadurch zum Begründer des bis 1918 in Mecklenburg residierenden Adelshauses wurde. Außerdem verheiratete Heinrich seine illegitime Tochter Mathilde mit Borwin, dem ältesten Sohn Pribislaws. Schwerin wurde als erbliches Lehen an Gunzelin von Hagen vergeben, einen der engsten Gefolgsleute des Herzogs.
1167 erreichte die Kriegskoalition gegen Heinrich den Löwen durch das Bündnis der Erzbischöfe von Magdeburg und Köln ihren Höhepunkt, „denn alle Fürsten kämpften gegen den Herzog. Krieger wurden gefangen und verstümmelt, Burgen und Häuser zerstört, Städte niedergebrannt“. Zwischen 1168 und 1170 schlichtete Barbarossa den Konflikt auf mehreren Hoftagen in Würzburg, Bamberg, Frankfurt, erneut Würzburg, Wallhausen, erneut Bamberg und Erfurt. Im Juni 1169 erreichte der Kaiser auf einem Hoftag in Bamberg einen Friedensschluss. Das Ende des sächsischen Kriegs im Sommer 1170 konnte erst durch seine Interventionen auf einem Erfurter Hoftag besiegelt werden. Durch seine Unterstützung gelang es Heinrich, seine herausragende Stellung und Herrschaft uneingeschränkt zu bewahren.

#### Bayern

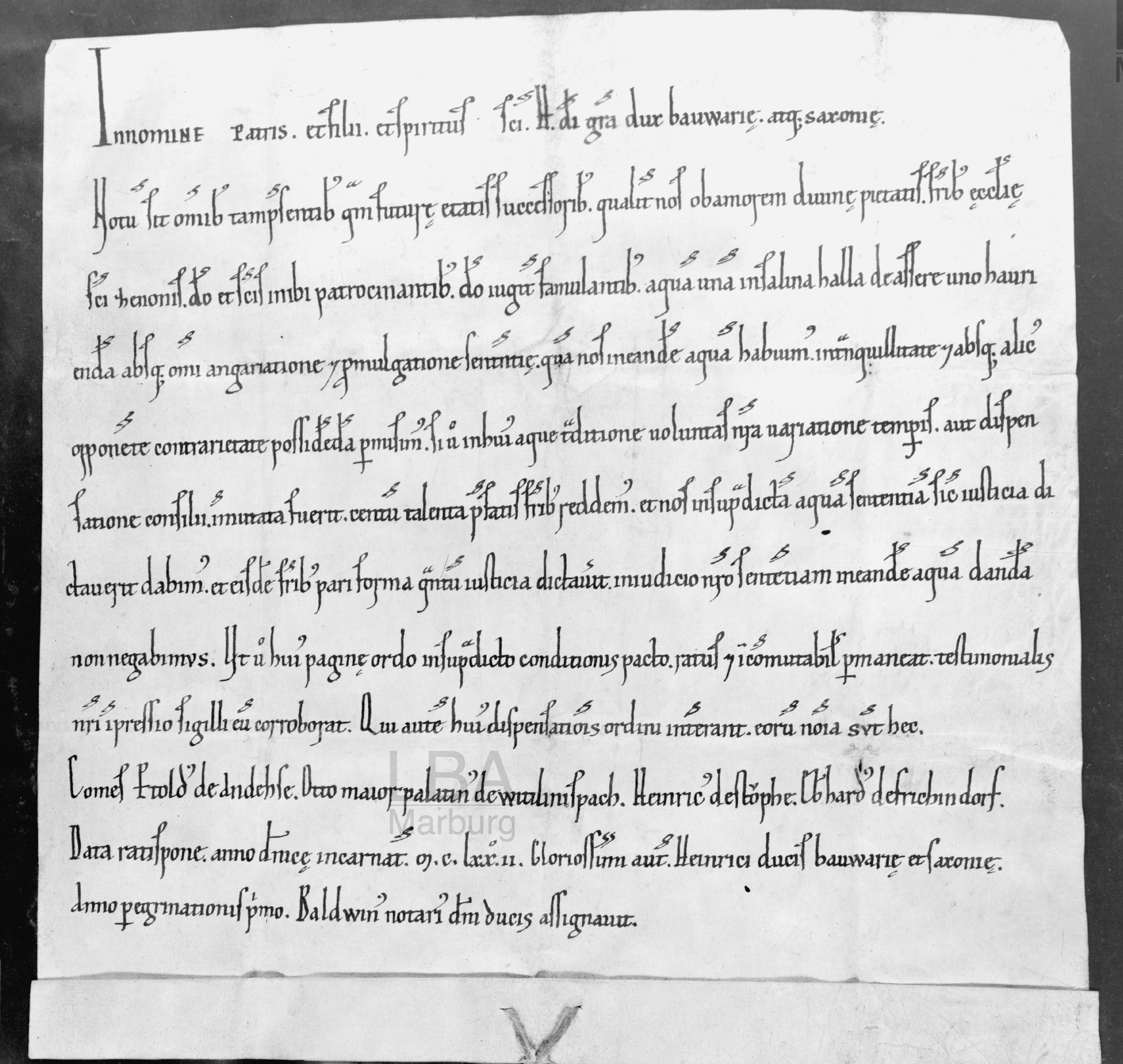
Urkunde Heinrichs des Löwen als Herzog von Bayern für das Kloster Reichenhall von 1172

Die Herzogsgewalt in Bayern umfasste, anders als in Sachsen, vielleicht auch Amtsbefugnisse zur Führung des bayerischen Heeresaufgebots sowie die Landfriedenswahrung gegenüber fehdeführenden Adelsfamilien und beruhte möglicherweise auch auf der königlichen Bannleihe zur Ausübung der obersten Richtergewalt im Lande. Dennoch blieb Bayern für Heinrich nur ein Nebenland, da Sachsen deutlich bessere Entwicklungs- und Expansionsmöglichkeiten bot, während Bayern von allen Seiten durch andere Herrschaften umschlossen war. Auch eine Binnenexpansion durch Neuerwerbungen war hier nicht möglich, da nur wenige Adelsgeschlechter ausstarben. Zudem waren in Bayern Zahl und Bedeutung der herzoglichen Kirchenvogteien über Klöster und Stifte (wie Wilten, Wessobrunn, Ranshofen, Polling, Innichen, Reichersberg) geringer als in Sachsen. In Bayern verfügte der landfremde Herzog auch über weniger Eigengut und bewaffnete Leute als die alteingesessenen Familien wie die Wittelsbacher, die Vohburger oder die Andechser. Mit Ausnahme des weniger bedeutsamen Amtsgutes im Raum Regensburg, an der Salzach und am Inn besaß Heinrich nur die älteren welfischen Eigengutkomplexe im Gebiet des Lech und in Tirol, die er zudem mit Welf VI. teilen musste. Ähnlich wie in Sachsen stützte sich Heinrich der Löwe bei der Verwaltung dieser Besitzungen auf Ministerialen.
Punktuell versuchte Heinrich aber auch in Bayern, seine Machtbasis durch wirtschaftlich-fiskalische Maßnahmen zu erweitern; nachweisbar sind diese in München, Landsberg und Reichenhall. Der Salzhandel mit seinen Transportwegen von Bayern nach Schwaben sollte seiner Kontrolle unterworfen werden. Aufsehen erregte seine Zerstörung der Isarbrücke bei Föhring im Gebiet des Bischofs Otto von Freising, mit der die wichtige Fernstraße des Salzhandels von Reichenhall nach Augsburg unterbrochen wurde. Damit versuchte er, dem Bischof von Freising die Einnahmen aus dem Brücken- und Marktzoll zu entwinden. Markt, Zoll und Münzstätte des Bischofs wurden geschlossen und fünf Kilometer weiter auf seinem Grund bei dem Ort Munichen, dem späteren München, verlegt, um hier auf der Handelsstraße von Salzburg ins Schwäbische Zoll einzunehmen.
Bischof Otto von Freising protestierte bei seinem kaiserlichen Neffen Friedrich I. Auf dem Pfingsthoftag am 14. Juni 1158 in Augsburg wurde der Konflikt durch einen Vergleich beigelegt, der zugunsten des Herzogs ausfiel. Die Verlegung von Münze, Markt, Zoll und Brücke wurde bestätigt, dem Bischof wurde jedoch ein Drittel der Einnahmen als Entschädigung zugesprochen, ein weiteres Drittel sollte Heinrich von ihm zu Lehen nehmen. Die Zollverwaltung sollte durch den Herzog, durch einen vom Bischof von Freising gestellten Amtmann oder von jeweils zwei von Herzog und Bischof bestimmten Amtleuten ausgeübt werden. Um 1160 baute Heinrich die Grenzfestung Landsberg am Ostufer des Lechübergangs über die von ihm errichtete Brücke für die Straße von Reichenhall über München nach Memmingen. 1165 übernahm er die Grafschaft Burghausen an der Salzach mit der einträglichsten Zollstation Bayerns, im Jahr 1169 zog er die Hallgrafschaft an sich und hatte damit die Kontrolle über das Zentrum der süddeutschen Salzgewinnung.
Obwohl Heinrich sich bemühte, seine Stellung in Bayern auszubauen, verbrachte er von den 24 Jahren als bayerischer Herzog kaum zwei Jahre in diesem Herzogtum. Nach 1156 scheint er nur neunmal und dabei oftmals in Verbindung mit der Durchreise nach Italien oder der Pilgerreise in das Heilige Land nach Bayern gekommen zu sein. Erst ab dem Jahr 1174 hielt er sich erstmals für einen längeren Zeitraum von fast sechs Monate in Bayern auf. Unter den 103 erhaltenen Urkunden befinden sich nur 20 für bayerische Empfänger. In den Zeugenlisten begegnet mit Thietbald von Passau nur ein bayerischer Bischof. Konflikte mit den großen Adelsfamilien in Bayern vermied er, da sie nur von geringer Bedeutung für ihn waren und er sich nur selten in Bayern aufhielt. Die Königsnähe der Wittelsbacher und der Andechser verhinderte ihre Mediatisierung durch den Herzog. Für die Italienzüge führte Heinrich dem Kaiser überwiegend sächsische Truppen zu. Wenn sich bayerische Adelige an den Italienzügen des Kaisers beteiligten, taten sie es eher aus Eigeninitiative denn als Aufgebotene des Herzogs.

### Heirat mit Mathilde

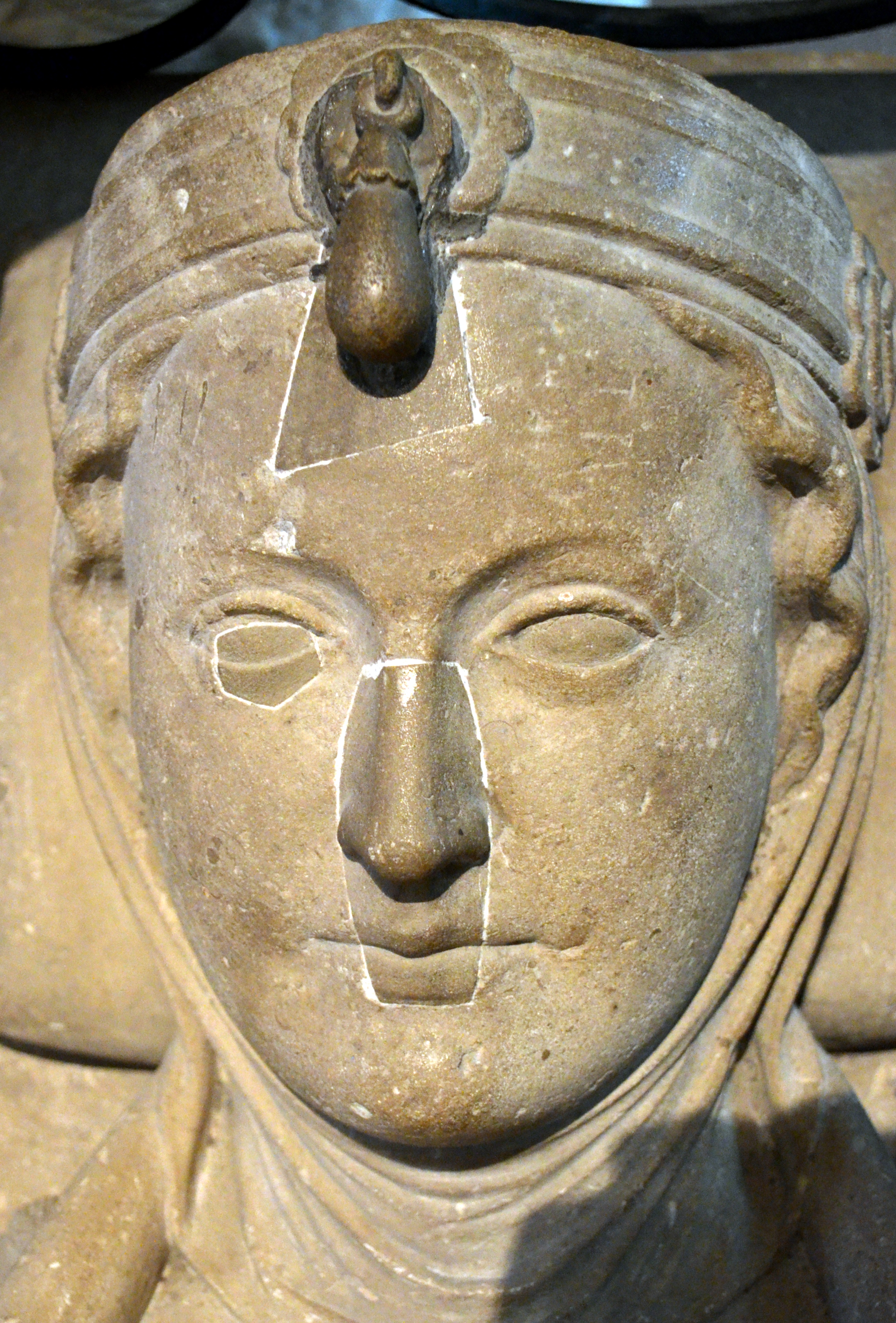
Kopfdetail Mathildes vom Grabmal (zwischen 1210 und 1240)

1164 begann der Konflikt zwischen dem englischen König Heinrich II. Plantagenêt und seinem Kanzler Thomas Becket, der die englische Kirche vom königlichen Einfluss befreien wollte und auf die Seite Papst Alexanders III. trat. Barbarossa versuchte daraufhin, den englischen König für ein Bündnis zu gewinnen. Ein Sohn Barbarossas und Heinrich der Löwe sollten die beiden Töchter des englischen Königs heiraten. 1162 hatte Heinrich der Löwe seine erste Frau Clementia von Zähringen verstoßen. Die Trennung wurde mit der zu nahen Verwandtschaft begründet, die nach kanonischem Recht ein Ehehindernis war. Für Heinrich dürften politisch-dynastische Gründe eine große Rolle für die Heirat mit der englischen Königstochter Mathilde gespielt haben. Aus der vierzehnjährigen Ehe mit Clementia war kein männlicher Nachkomme hervorgegangen; durch eine anglonormannische Eheverbindung hoffte er sein Ansehen angesichts des zunehmenden Widerstands im sächsischen Adel zu steigern. Zudem hatte sich das ehemals gegen die Staufer gerichtete welfisch-zähringische Zweckbündnis durch Heinrichs gutes Einvernehmen mit seinem Vetter Barbarossa überlebt. Die Ehe mit Mathilde wurde 1168 im Mindener Dom geschlossen, gefeiert wurde die Hochzeit in Braunschweig. Die Mindener Domkirche erhielt am 1. Februar 1168 einen Bauernhof geschenkt, an dem Tag „als Heinrich, Herzog von Bayern und Sachsen, Mathilde heiratete, die Tochter des Königs von England.“ Die Ehe brachte Heinrich neue Impulse aus der modernen anglonormannischen Zivilisation und einen erheblichen materiellen Gewinn. Nach den Abrechnungen des Exchequers betrug die Summe der Mitgift 5102 £. Die Aussteuer Mathildes wurde auf der Reise nach Sachsen in je zwanzig Säcken und Truhen auf die Schiffe geladen. Das englische Geld verwendete der Herzog für seine Bauten und Stiftungen sowie für seine große Pilgerreise nach Jerusalem 1172.

### Heinrichs Jerusalemfahrt
Heinrichs Fahrt nach Jerusalem 1172 galt der Steigerung des Ansehens und als „Frömmigkeitsleistung“ auch der Sicherung der Nachkommenschaft. Am 13. Januar 1172 machte sich Heinrich mit einem Heer von mindestens 1500 Mann auf den Weg nach Jerusalem. Begleitet wurde er von Erzbischof Baldewin von Hamburg-Bremen, Bischof Konrad von Lübeck, den Äbten Heinrich von St. Aegidien/Braunschweig und Berthold von St. Michael/Lüneburg sowie dem Obodritenfürsten Pribislaw. Die Regentschaft in Sachsen übertrug er Erzbischof Wichmann von Magdeburg. Seine Gemahlin Mathilde blieb in Braunschweig und brachte 1172 dort die Tochter Richenza zur Welt. Mit Heinrich (1173), Lothar (1174 oder 1175), Otto (1177) und Wilhelm (1184) gingen später noch vier Söhne aus der Ehe hervor.
Stephan III., der König von Ungarn, sandte Heinrich nur einen Gesandten entgegen, der ihn durch sein Land geleiten sollte. Vom Basileus Manuel I., der selbst seit Jahrzehnten Ambitionen in Italien verfolgte und daher Barbarossa zeitweise bekämpft hatte, wurde Heinrich hingegen in Konstantinopel königsgleich empfangen. Er erhielt große Mengen an Seidenstoff für alle seine Ritter. Von der Hauptstadt des Byzantinischen Reiches ging die Reise weiter nach Jerusalem, wo er von König Amalrich I. und dem Patriarchen von Jerusalem ähnlich empfangen wurde. Große Geldsummen stiftete Heinrich dem Heiligen Grab und der Kapelle des Heiligen Kreuzes. Den beiden Ritterorden der Templer und Johanniter schenkte er Waffen und Geld. Heinrich konnte sich jedoch nicht selbst als Ritter im Heidenkampf bewähren, da Amalrich und die Templer wegen der prekären Lage des Königreichs Jerusalem von kriegerischen Vorstößen abrieten. Die Reise ins Heilige Land wurde daher früher als geplant beendet. Anfang Januar 1173 kehrte er nach Braunschweig zurück.

### Der Hof

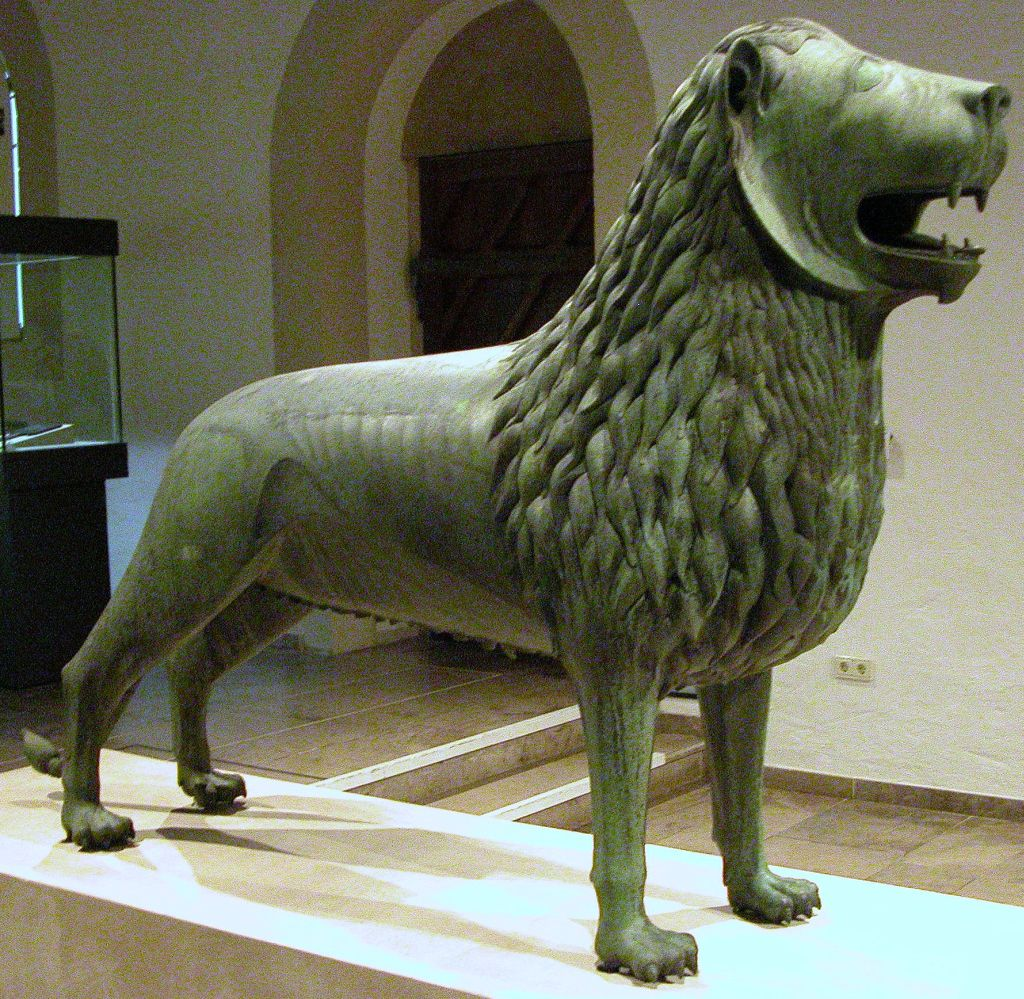
Der Braunschweiger Löwe (entstanden zwischen 1164 und 1176)

Ab dem 12. Jahrhundert entwickelte sich der Hof zu einer zentralen Institution königlicher und fürstlicher Macht. Die wichtigsten Aufgaben waren die Vergegenwärtigung der Herrschaft durch Feste, Kunst und Literatur. Der Begriff „Hof“ kann als „Präsenz beim Herrscher“ aufgefasst werden. Für Heinrich den Löwen besaß der Hof wohl eine noch größere Bedeutung als für andere Große: Über einen loyalen Hof versuchte er die disparaten Teile Sachsens schrittweise auf seine Person auszurichten. Der wichtigste Bestandteil des Hofes war die Kanzlei. Als erster sächsischer Herzog ließ Heinrich nach königlichem Vorbild Urkunden (103 Diplome, Briefe und Mandate) ausstellen und besiegeln. Ebenfalls zum ersten Mal ist nachweisbar, dass für die Beurkundung eines Vertrages Kanzleigebühren erhoben wurden.
Joachim Ehlers unterscheidet einen von Ministerialen, Hofklerus und den Kapellänen geprägten „Kernhof“ und einen „Außenhof“, in deren Zustand sich Möglichkeiten und Grenzen herzoglicher Landesherrschaft zeigen. Der Kernhof ist „ausschließlich und ortsunabhängig auf die Person orientiert“ während sich Außenhöfe (Lübeck, Artlenburg, Verden, Lüneburg) mit einer gewissen Regelmäßigkeit an bestimmten Itinerarorten um den Herzog bildeten. Zwischen 1142 und 1180 hielt sich Heinrich nachweislich 21 Mal in Braunschweig auf. In Artlenburg und Lüneburg war er je sechs Mal, vier Mal in Lübeck und drei Mal in Verden. Für Braunschweig ist eine Verschmelzung des Kernhofes mit dem Außenhof feststellbar, da alle der für Sachsen genannten Edelfreien auch in Braunschweig bezeugt sind.

#### Braunschweig

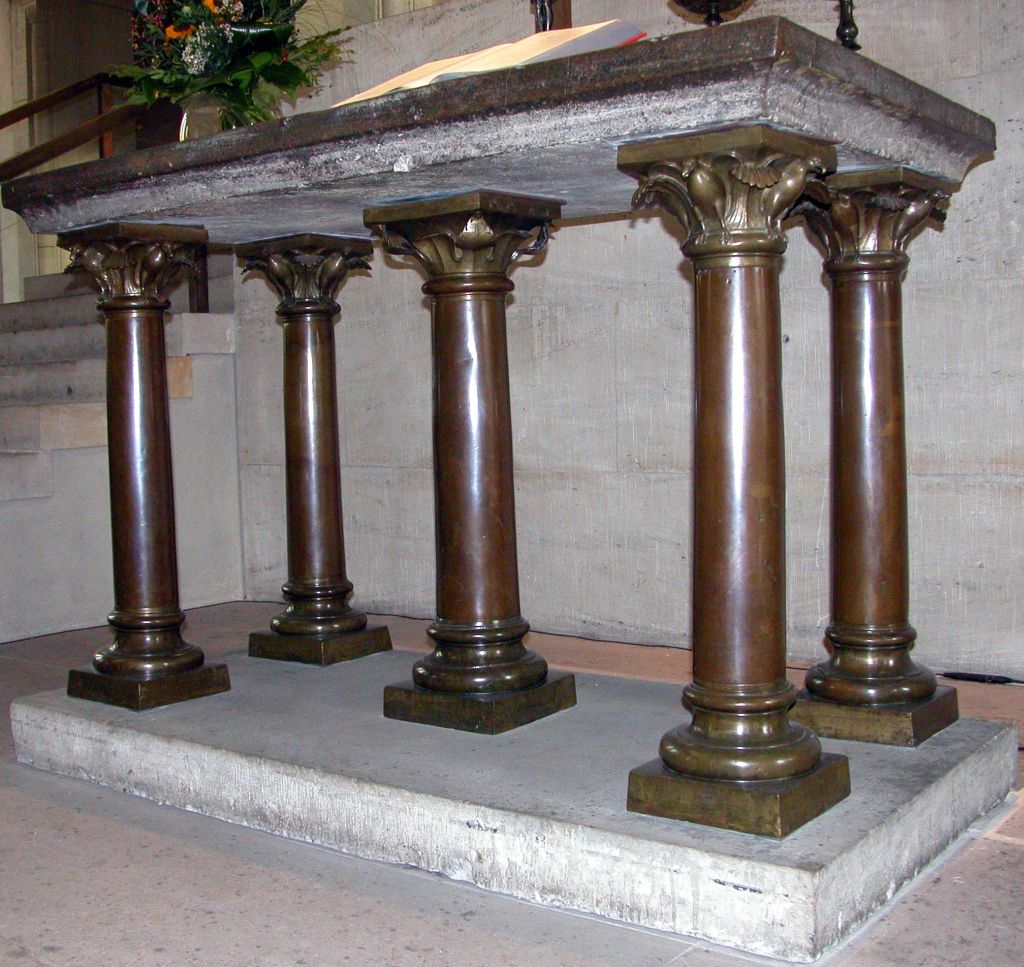
Der Marienaltar im Braunschweiger Dom

Braunschweig gewann für Heinrich den Löwen einzigartige Bedeutung. Der Herzog errichtete in der werdenden Stadt eine Pfalzanlage und damit eine der frühesten Residenzen eines mittelalterlichen Fürsten überhaupt. Der Ausbau des Ortes vollzog sich wohl erst nach 1165 als Folge der Heirat mit der englischen Königstochter Mathilde am 1. Februar 1168. Im Zentrum der Anlage wurde zwischen 1164 und 1176 das bronzene Standbild eines Löwen errichtet, die erste freistehende Plastik des Mittelalters nördlich der Alpen. Der „Braunschweiger Löwe“ war Zeichen seines Namens und damit wohl ein individuelles Herrschaftszeichen, kein Familiensymbol der Welfen.
1173 wurde das Kollegialstift St. Blasius vollständig neu erbaut. Heinrich förderte auch die frühstädtische Siedlung: Das Sumpfgebiet im Hagen wurde für Ministeriale und cives (Bürger) erschlossen; die urbs (Stadt) von Altstadt, Hagen und der Burgbereich wurden ummauert. In Braunschweig lag die wichtigste Münzstätte des Herzogs, ab 1150 wurden mindestens 55 Typen geprägt. Die Konzentration auf diesen Ort ging einher mit einer Rückbesinnung auf die brunonischen Vorfahren. Die erst unlängst angelegte Grablege für den kaiserlichen Großvater Lothar III. im nur knapp 20 km östlich gelegenen Königslutter wurde nicht weitergeführt.

#### Kunstpatron und Stifter

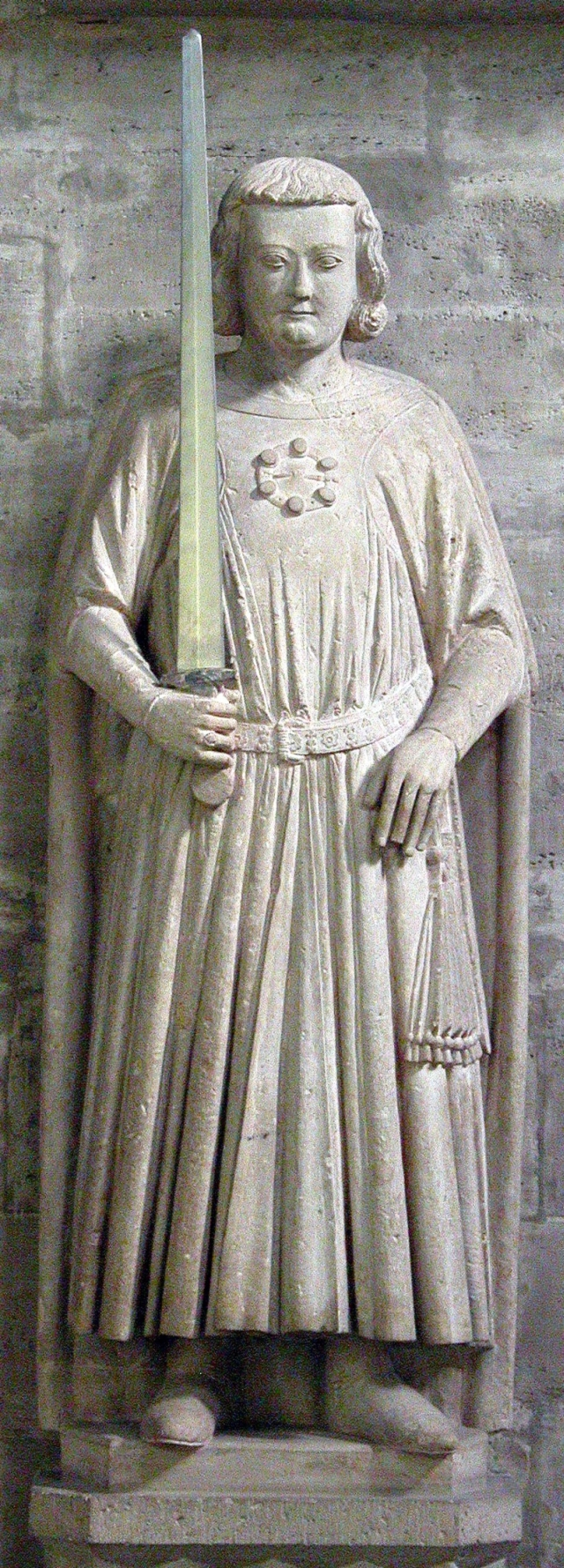
Vermutliche Stifterstatue Heinrichs im Braunschweiger Dom; evtl. aber auch die Darstellung seines Sohnes, des späteren römisch-deutschen Königs und Kaisers Otto IV.

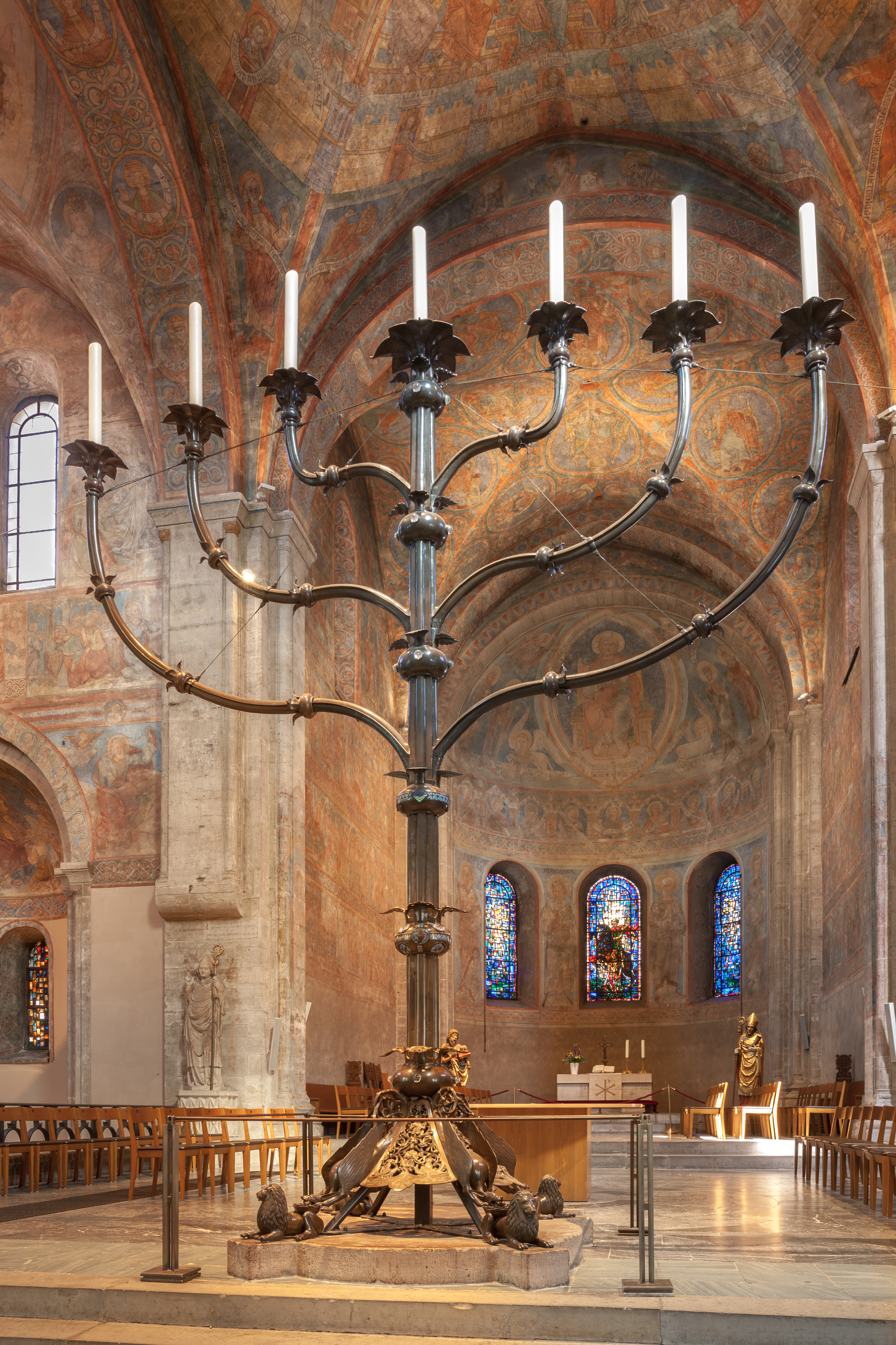
Der Siebenarmige Leuchter im Braunschweiger Dom

#### Chiavenna

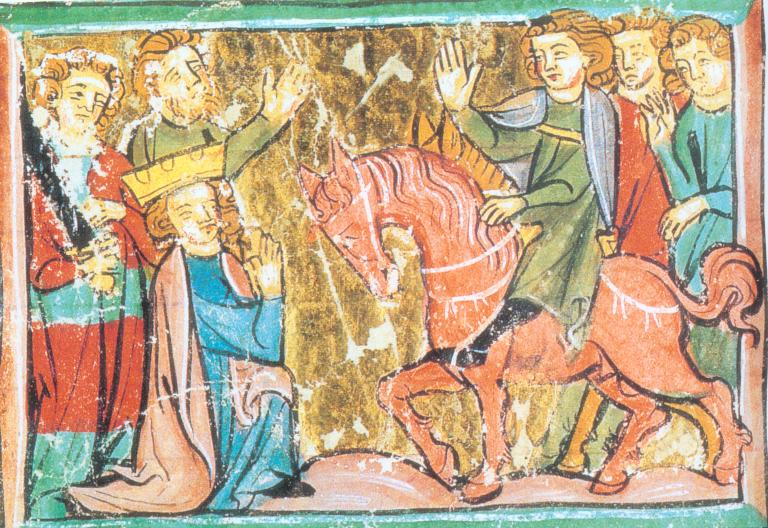
Angeblicher Fußfall Barbarossas vor Heinrich dem Löwen in Chiavenna 1176. Hinter dem knienden und bittenden Kaiser stehen ein Gefolgsmann und ein Schwertträger. Ob es tatsächlich zu einem Fußfall des Kaisers kam, ist umstritten, da nur spätere Quellen, und diese teilweise unterschiedlich, davon berichten. Dass Heinrich hoch zu Pferd sitzt, lässt seine Haltung noch überheblicher erscheinen und Barbarossas kniefällige Bitte für diesen besonders demütigend. Sächsische Weltchronik, vor 1290, Bremen, Staats- und Universitätsbibliothek, msa 0033, fol. 88va

#### Der „Prozess“

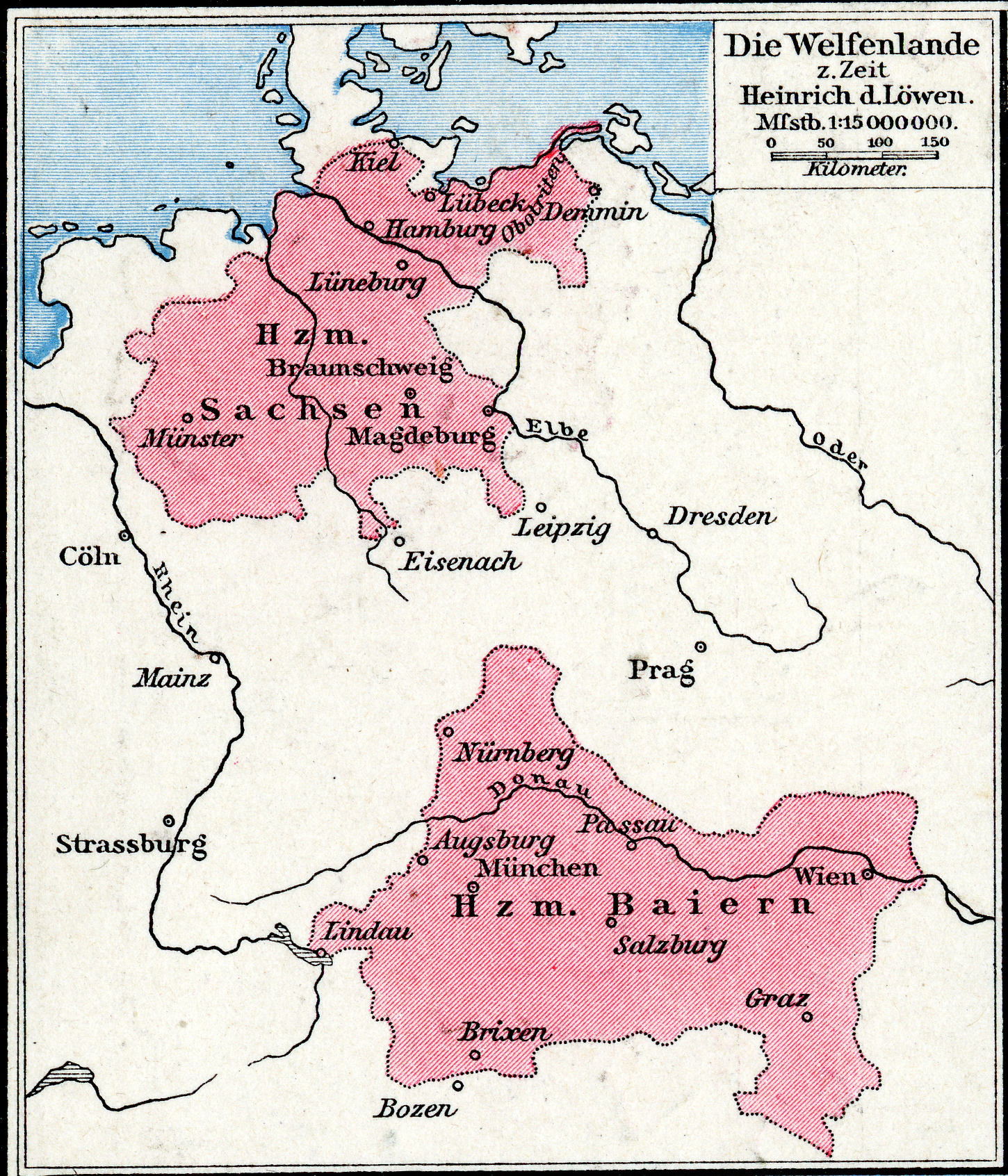
Karte der Herzogtümer Sachsen und Bayern vor 1180

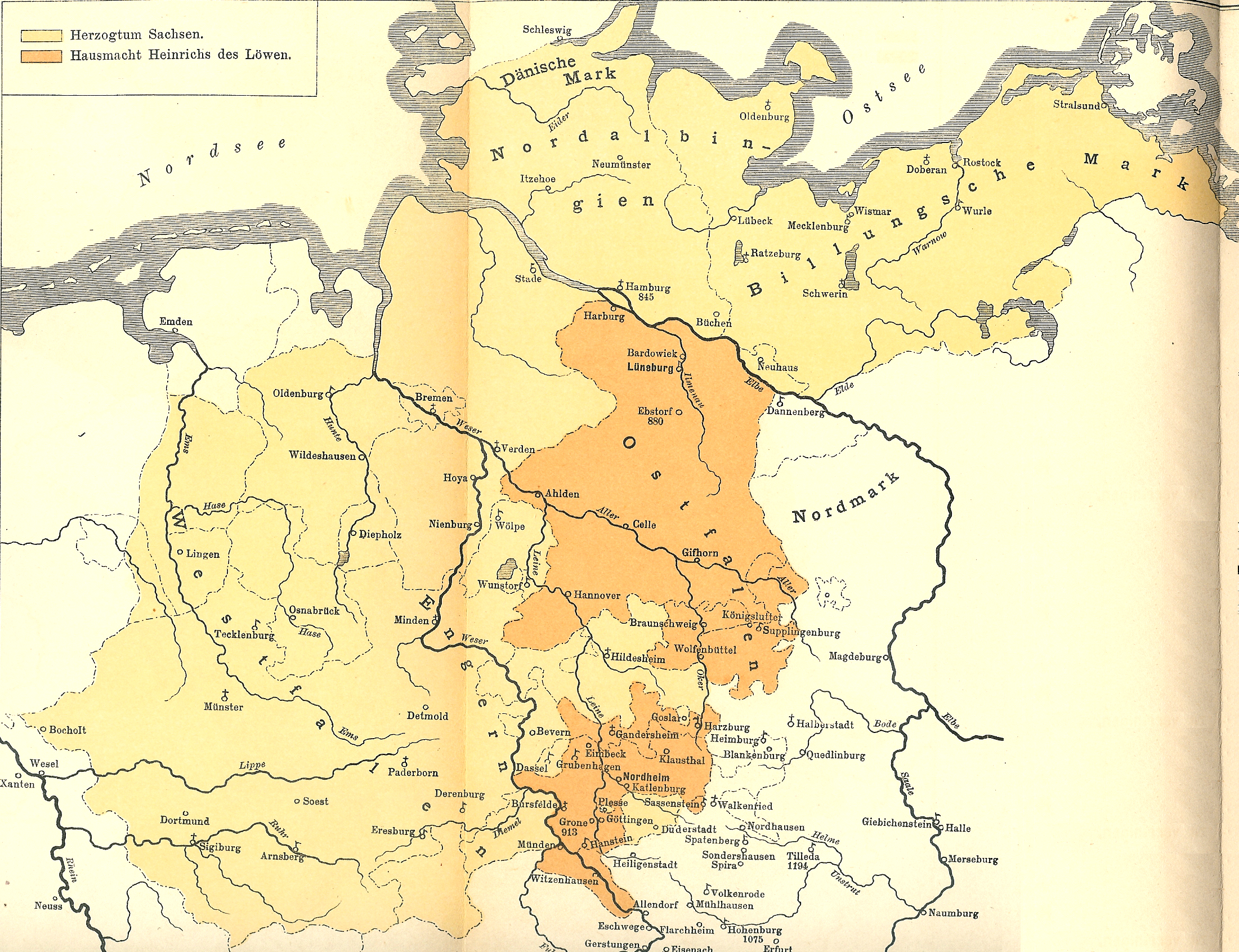
Karte des Herzogtums Sachsen und des Besitzes (Hausmacht) von Heinrich dem Löwen kurz vor der Zerschlagung um 1180

### Exil

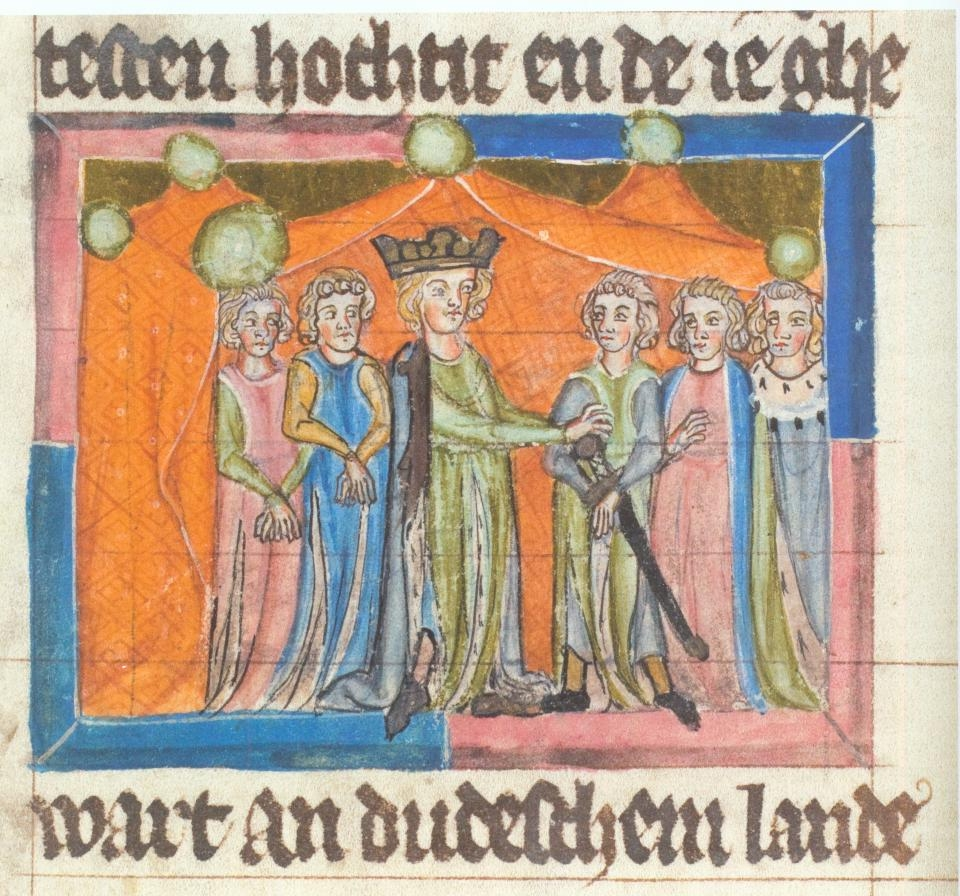
Darstellung des Mainzer Hoffestes von 1184 in der Sächsischen Weltchronik, Norddeutschland, Erstes Viertel 14. Jahrhundert, Berlin, Staatsbibliothek Preußischer Kulturbesitz, Ms. germ. fol. 129, fol. 112r

### Tod

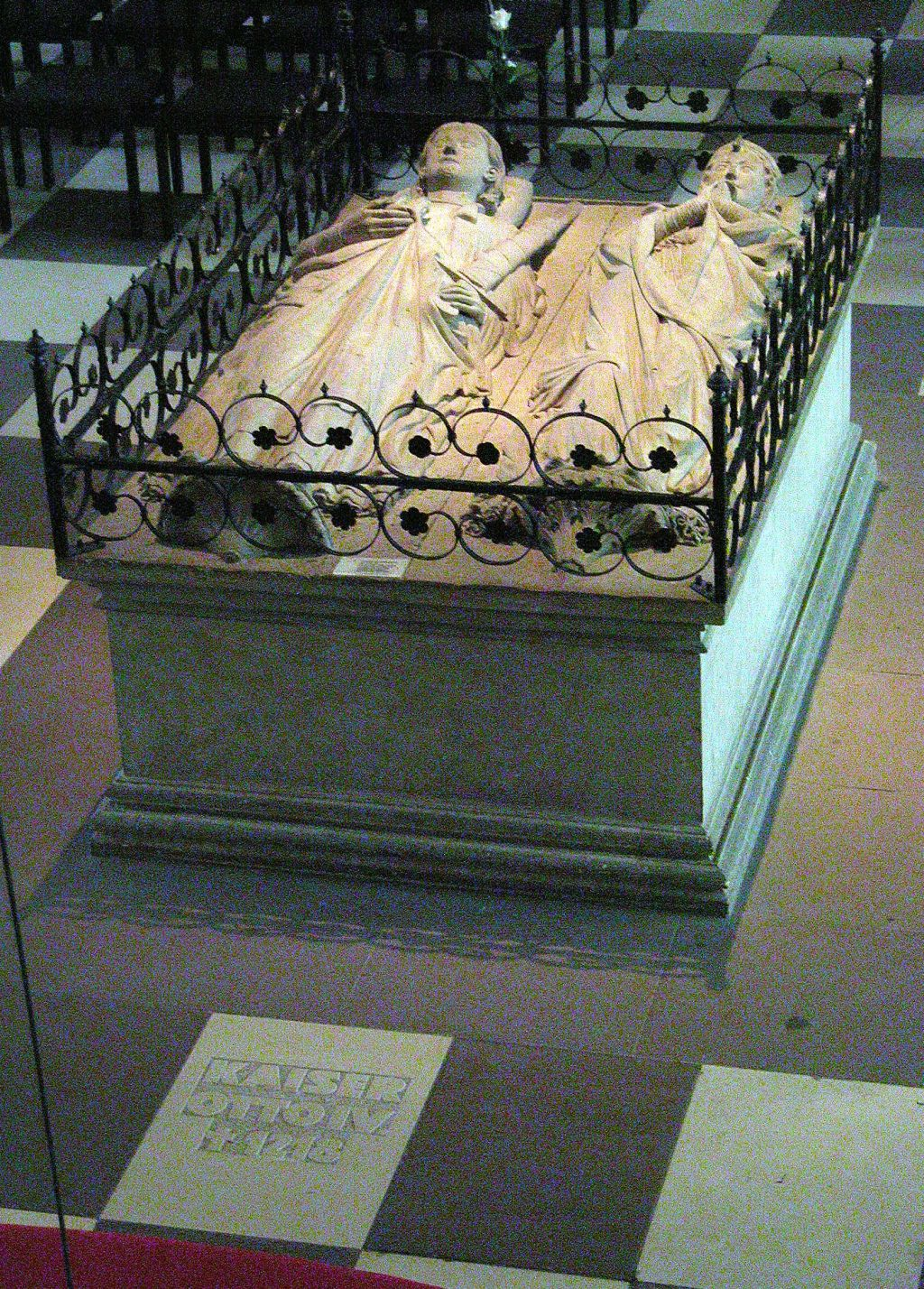
Grabmal Heinrichs des Löwen und Mathildes (samt moderner Gedenkplatte für Otto IV.)